# Relações internacionais (1648–1814)

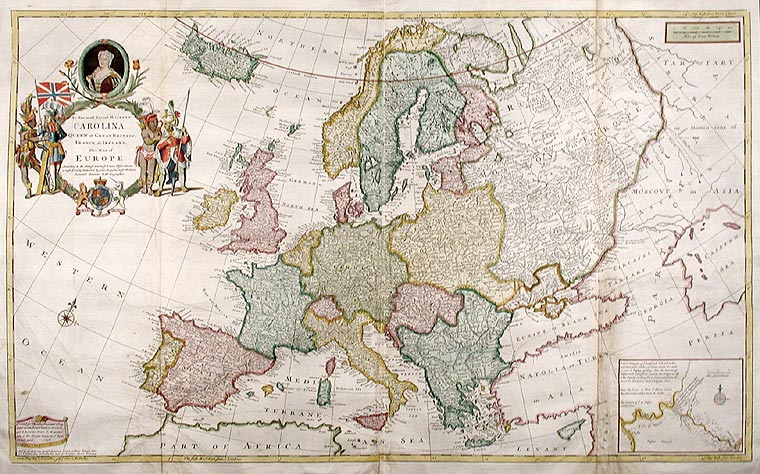
Após a Paz de Vestfália em 1648, as fronteiras da Europa ficaram em grande parte estáveis. Mapa de 1708 por Herman Moll.

As Relações Internacionais de 1648 a 1814 abrangem as principais interações das nações da Europa, bem como dos outros continentes, com ênfase na diplomacia, na guerra, na migração e nas interações culturais, desde a Paz de Vestfália até o Congresso de Viena.

## Desenvolvimentos históricos
- Equilíbrio de poder: O conceito de equilíbrio de poder emergiu como um princípio fundamental nas relações internacionais durante este período. As grandes potências buscavam manter um equilíbrio delicado para evitar a dominação de qualquer Estado ou coalizão, o que frequentemente levava a alianças, ajustes territoriais e intervenções militares.
- História diplomática: O estabelecimento de práticas diplomáticas formais e sistemas de tratados tornou-se mais difundido. Grandes acordos internacionais, como a Paz de Vestfália (1648) e a Paz de Utreque (1713), redefiniram as fronteiras territoriais, reconheceram a soberania dos Estados e moldaram as normas e práticas da diplomacia.
- Colonialismo e imperialismo: as potências europeias realizaram uma extensa expansão colonial durante este período, o que levou a rivalidades imperiais ocasionais. A competição por recursos, rotas comerciais e territórios alimentou conflitos entre as potências, com destaque para a Guerra dos Sete Anos (1756-1763).
- Guerras por sucessão e território: Inúmeros conflitos eclodiram devido a disputas por sucessão e reivindicações territoriais. Guerras como a Guerra da Sucessão Espanhola (1701-1714) e as Guerras Napoleônicas (1799-1815) remodelaram as fronteiras e a dinâmica de poder europeias, com consequências que se estenderam para além do continente.
- Ascensão do poder naval britânico e francês: O período testemunhou a ascensão do poder naval como um determinante crucial da influência internacional. Domínio naval, particularmente pela Marinha Real Britânica e sua grande arquirrival, a França. As marinhas permitiram a projeção de poder, o controle sobre as rotas comerciais e a expansão territorial para colônias ultramarinas.
- Interesses econômicos e comerciais: Considerações econômicas desempenharam um papel vital nas relações internacionais durante esse período. A expansão do comércio, as políticas mercantilistas e o desenvolvimento dos mercados globais influenciaram as relações diplomáticas, as guerras e as alianças, à medida que os Estados buscavam proteger e expandir seus interesses econômicos.
- Revolução: O Iluminismo e as revoluções subsequentes, como a Revolução Americana (1775-1783) e a Revolução Francesa (1789-1799), desafiaram os sistemas monárquicos tradicionais e os privilégios aristocráticos. Esses movimentos tiveram profundas implicações para as relações internacionais, inspirando outros movimentos revolucionários e desafiando a ordem vigente.

## Diplomacia e guerra
O século XVII, de 1601 a 1700, viu muito pouca paz na Europa – grandes guerras foram travadas todos os anos, exceto em 1610, de 1669 a 1671 e de 1680 a 1682. As guerras foram excepcionalmente feias. A Europa no final do século XVII, de 1648 a 1700, foi uma era de grandes conquistas intelectuais, científicas, artísticas e culturais. O historiador Frederick Nussbaum afirma que foi:
| “ | Prolífico em gênio, bom senso e capacidade de organização. Era de se esperar que inteligência, compreensão e propósito elevado fossem aplicados ao controle das relações humanas em geral e às relações entre Estados e povos em particular. O fato foi quase completamente oposto. Foi um período de acentuada falta de inteligência, imoralidade e frivolidade na condução das relações internacionais, marcado por guerras empreendidas com propósitos vagamente concebidos, travadas com a máxima brutalidade e conduzidas por traições imprudentes de aliados. | ” |

O pior ocorreu durante a Guerra dos Trinta Anos (1618-1648), que teve um impacto extremamente negativo na população civil da Alemanha e áreas vizinhas, com perdas massivas de vidas e perturbação da economia e da sociedade. Estudiosos que adotam uma perspectiva "realista" sobre guerras e diplomacia enfatizaram a Paz de Vestfália (1648) como uma linha divisória. Ela pôs fim à Guerra dos Trinta Anos, onde religião e ideologia haviam sido poderosas forças motivadoras para a guerra. Vestfália, na visão realista, inaugurou um novo sistema internacional de Estados soberanos de força aproximadamente igual, dedicados não à ideologia ou religião, mas à valorização do status e aos ganhos territoriais. A Igreja Católica, por exemplo, não mais dedicou suas energias à difícil tarefa de recuperar dioceses perdidas para o protestantismo, mas sim à construção de missões de larga escala em possessões coloniais ultramarinas que pudessem converter os nativos aos milhares, utilizando membros devotados da sociedade, como os jesuítas. De acordo com Scott Hamish, o modelo realista assume que "as políticas externas foram guiadas inteiramente pela “Realpolitik”, pela luta resultante pelos recursos e, eventualmente, pela busca do que ficou conhecido como um ‘equilíbrio de poder".
A diplomacia antes de 1700 não era bem desenvolvida, e as chances de evitar guerras eram muitas vezes desperdiçadas. Na Inglaterra, por exemplo, o Rei Carlos II prestou pouca atenção à diplomacia, o que se provou desastroso. Durante a Segunda Guerra Anglo-Holandesa, a Inglaterra não tinha diplomatas estacionados na Dinamarca ou na Suécia. Quando o Rei Carlos percebeu que precisava deles como aliados, enviou missões especiais que não tinham informações sobre as situações políticas, militares e diplomáticas locais, e ignoravam personalidades e faccionalismo político. A ignorância produziu uma série de erros que arruinaram seus esforços para encontrar aliados.
A França estabeleceu os padrões para a nova diplomacia profissional, que logo foram imitados pelas outras potências; a língua francesa tornou-se a língua diplomática. O modelo profissional espalhou-se lentamente por outras agências governamentais nacionais e incluiu um escopo de operações específico e distinto, uma liderança profissional orientada para a carreira em tempo integral nos escalões superiores e médios; um código de ética e padrões de comportamento esperados; e escalas salariais e pensões de aposentadoria atraentes. A experiência era altamente valorizada, embora no nível mais alto o status aristocrático e as conexões familiares desempenhassem um papel importante. A nova burocracia preservou seus documentos cuidadosamente e arquivos centrais, manteve uma equipe de escritório profissional e ganhou reputação em casa e no exterior pela qualidade de seu trabalho em expressar tanto as necessidades de curto prazo quanto as alianças e valores de longo prazo do estado. O rei Luís XIV da França trabalhou duro para desenvolver sistematicamente o serviço diplomático mais sofisticado, com embaixadores permanentes e ministros menores em capitais principais e secundárias, todos preparando fluxos constantes de informações e conselhos para Paris. A diplomacia tornou-se uma carreira que se mostrou altamente atraente para os ricos aristocratas seniores que desfrutavam da alta sociedade nas cortes reais, especialmente porque carregavam o status de nação mais poderosa da Europa. Cada vez mais, outras nações copiaram o modelo francês; o francês tornou-se a língua da diplomacia, substituindo o latim. No início do século XVIII, os diplomatas europeus estabeleceram um elaborado sistema de etiqueta e cerimônias. A maioria dos diplomatas vinha da nobreza de alto status e estava familiarizada com esses costumes elaborados. No reino da diplomacia, os métodos cerimoniais serviam para distinguir o poder e a importância relativos dos diferentes países envolvidos e facilitavam as discussões informais entre os diplomatas seniores.
Por volta de 1700, os britânicos e holandeses, com pequenos exércitos terrestres, grandes marinhas e grandes tesouros, usaram uma diplomacia astuta para construir alianças, subsidiando conforme necessário as potências terrestres para lutar ao seu lado ou, como no caso dos hessianos, contratando regimentos de soldados de príncipes mercenários em pequenos países. O equilíbrio de poder era calculado com muita delicadeza, de modo que vencer uma batalha aqui valia a fatia de território ali, sem levar em conta os desejos dos habitantes. Importantes conferências de paz em Utrecht (1713), Viena (1738), Aix-la-Chapelle (1748) e Paris (1763) tiveram uma atmosfera alegre, cínica e lúdica, na qual diplomatas profissionais trocavam vitórias como fichas de cassino por território.

## Segunda Guerra dos Cem Anos: França como pivô da guerra
Em 1648, a França era a principal potência europeia, e a maioria das guerras girava em torno de sua agressividade. Ninguém se igualava à sua população e riqueza, localização central ou exército profissional muito forte. Ela havia evitado em grande parte a devastação da Guerra dos Trinta Anos. Suas fraquezas incluíam um sistema financeiro ineficiente, que tinha dificuldade para pagar todas as aventuras militares, e a tendência da maioria das outras potências de formar alianças e coalizões contra ela.
Durante o longo reinado do Rei Luís XIV, a França lutou três grandes guerras: a Guerra Franco-Holandesa, a Guerra dos Nove Anos e a Guerra da Sucessão Espanhola. Houve também dois conflitos menores: a Guerra da Devolução e a Guerra das Reuniões. As guerras foram muito caras, mas definiram as políticas externas de Luís XIV, e sua personalidade moldou sua abordagem. Impelido "por uma mistura de comércio, vingança e pique", Luís sentiu que a guerra era a maneira ideal de aumentar sua glória. Em tempos de paz, ele se concentrava em se preparar para a próxima guerra. Ele ensinou a seus diplomatas que seu trabalho era criar vantagens táticas e estratégicas para os militares franceses. Em 1695, a França manteve grande parte de seu domínio, mas havia perdido o controle dos mares para a combinação da Inglaterra e da Holanda. Além disso, a maioria dos países, tanto protestantes quanto católicos, estavam em aliança contra ela. Vauban, o principal estrategista militar da França, alertou o rei em 1689 que uma "Aliança" hostil era poderosa demais no mar. Ele recomendou que a melhor maneira de a França revidar seria licenciar navios mercantes franceses para corsários e apreender navios mercantes inimigos, evitando suas marinhas:
| “ | A França tem como inimigos declarados a Alemanha e todos os estados que ela abrange; a Espanha com todas as suas dependências na Europa, Ásia, África e América; o Duque de Saboia [na Itália], a Inglaterra, a Escócia, a Irlanda e todas as suas colônias nas Índias Orientais e Ocidentais; e a Holanda com todas as suas possessões nos quatro cantos do mundo, onde possui grandes estabelecimentos. A França tem... inimigos não declarados, indiretamente hostis e invejosos de sua grandeza, Dinamarca, Suécia, Polônia, Portugal, Veneza, Gênova e parte da Confederação Suíça, todos estados que secretamente auxiliam os inimigos da França com as tropas que contratam, o dinheiro que lhes emprestam e protegendo e cobrindo seu comércio. | ” |

Vauban estava pessimista em relação aos chamados amigos e aliados da França:
| “ | Para amigos mornos, inúteis ou impotentes, a França tem o Papa, que é indiferente; o Rei da Inglaterra [Jaime II] expulso de seu país; o Grão-Duque da Toscana; os Duques de Mântua, Módena e Parma [todos na Itália]; e a outra facção dos suíços. Alguns deles estão imersos na suavidade que advém de anos de paz, outros são frios em seus afetos. ... Os ingleses e os holandeses são os principais pilares da Aliança; eles a apoiam fazendo guerra contra nós em conjunto com as outras potências, e a mantêm por meio do dinheiro que pagam todos os anos aos ... Aliados. ... Devemos, portanto, recorrer ao corso como o método de conduzir a guerra mais viável, simples, barato e seguro, e que custará menos ao Estado, tanto mais que quaisquer perdas não serão sentidas pelo Rei, que praticamente não arrisca nada. ... Isso enriquecerá o país, treinará muitos bons oficiais para o Rei e, em pouco tempo, forçará seus inimigos a pedir a paz. | ” |

## Europa: 1648–1721
O cenário político europeu mudou no final do século XVII. A guerra ainda era uma influência mais poderosa do que a demografia, a economia ou a diplomacia, então as principais mudanças resultaram de uma série de grandes guerras. No início, a França, com a maior população, uma economia bem desenvolvida e uma boa marinha, era predominante. Perdeu parte de sua preeminência em etapas durante uma série de grandes guerras: a Guerra dos Nove Anos, a Guerra da Sucessão Espanhola, as guerras turcas de 1683-1699 e 1714-1718 e a Grande Guerra do Norte. A Europa era amplamente regionalizada, com guerras travadas no Oeste, no Norte ou no Sudeste. Em 1700, havia quatro estados principais, Inglaterra, França, Rússia e a Monarquia dos Habsburgos (também chamada de Áustria ou Sacro Império Romano-Germânico). A Prússia estava emergindo principalmente por causa de sua liderança agressiva e seus avanços nas artes militares. Espanha, Portugal, Holanda, Polônia, Veneza, Suécia e o Império Otomano eram potências em declínio após perdas em uma série de guerras. Em 1659, o Tratado dos Pirenéus marcou o fim da guerra franco-espanhola. Cada uma das principais potências desenvolveu sofisticados sistemas diplomáticos, militares e financeiros em nível nacional, com uma queda impressionante da autonomia dos aristocratas regionais. A Inglaterra, embora devastada por uma intensa guerra civil, conseguiu ganhar força internacionalmente. Sua Marinha Real reinou suprema nos oceanos após uma série de guerras com a Holanda. Como uma nação insular protegida de invasões, ela poderia manter seu exército pequeno e investir em subsídios para apoiar os exércitos de países menores para manter suas alianças. Sua política era usar a diplomacia e entrar em guerras no lado mais fraco para manter um equilíbrio de poder e frustrar o perigo da França manter sua preeminência.

### Espionagem
O século XVIII viu uma expansão dramática das atividades de espionagem. Era uma época de guerra: em nove em cada dez anos, duas ou mais grandes potências estavam em guerra. Os exércitos cresceram muito, com orçamentos correspondentes. Da mesma forma, os ministérios das Relações Exteriores cresceram em tamanho e complexidade. Os orçamentos nacionais se expandiram para pagar por essas expansões, e foi encontrado espaço para departamentos de inteligência com equipes em tempo integral e espiões e agentes bem pagos. Os próprios militares se tornaram mais burocratizados e enviaram adidos militares. Eles eram oficiais de médio escalão muito brilhantes e agradáveis, estacionados em embaixadas no exterior. Em cada capital, os adidos avaliavam a força, as capacidades e os planos de guerra dos exércitos e marinhas. A França sob o rei Luís XIV era a maior, mais rica e mais poderosa nação. Tinha muitos inimigos e alguns amigos e tentava controlá-los por meio de um sistema de inteligência bem organizado. A França e a Inglaterra foram pioneiras no cabinet noir, pelo qual a correspondência estrangeira era aberta e decifrada, e então encaminhada ao destinatário. Os principais ministros da França, especialmente o Cardeal Mazarin (1642-1661), não inventaram os novos métodos; eles combinaram as melhores práticas de outros estados e apoiaram-nos nos mais altos níveis políticos e financeiros.

### População e força do exército
| Principais países europeus        | População em torno de 1648 | Exército por volta de 1690 |
| --------------------------------- | -------------------------- | -------------------------- |
| França                            | 15 milhões                 | 130.000                    |
| Sacro Império Germânico (Áustria) | 8 milhões                  | 50.000                     |
| Brandemburgo-Prússia              | 1,4 milhões                | 25.000                     |
| Estados italianos                 | 12 milhões                 | Desconhecido               |
| Países Baixos                     | 3,5 milhões                | 73.000 (Holanda)           |
| Ilhas Britânicas                  | 7,5 milhões                | 80.000 (Inglaterra)        |
| Escandinávia                      | 2,5 milhões                | 90.000 (Suécia)            |
| Fonte:                            | [ 22 ]                     | [ 23 ]                     |

### A República Holandesa como uma grande potência
1648 viu o fim da Guerra dos Oitenta Anos entre a Espanha e os Países Baixos, resultando na independência da República Holandesa, enquanto a Espanha manteve o controle dos Países Baixos Espanhóis. Os holandeses eram a maior potência naval do mundo e dominavam o comércio marítimo com a Ásia e as Américas e as rotas comerciais intraeuropeias do Mar Báltico para Portugal. Na era das políticas econômicas mercantilistas, isso levou ao conflito com as crescentes potências coloniais da Inglaterra e da França. Três Guerras Anglo-Holandesas foram travadas de 1652 a 1674, com quase todas as batalhas sendo navais. As duas primeiras guerras não resolveram a disputa subjacente. Em 1672, Luís XIV invadiu os Países Baixos no que ficou conhecido como a Guerra Franco-Holandesa. Luís pediu apoio inglês sob um tratado secreto e quase invadiu os holandeses, mas foi retardado pela inundação da Linha de Água Holandesa e a entrada da Espanha, Brandemburgo-Prússia e os Habsburgos austríacos no lado holandês forçou Luís a dividir suas forças. A Inglaterra fez as pazes com os holandeses em 1674, após várias derrotas desastrosas, e acabou se juntando à aliança contra a França. A guerra chegou a um impasse e terminou com a Paz de Nijmegen, que resultou em ganhos territoriais limitados para os franceses, principalmente às custas dos Habsburgos espanhóis e de príncipes alemães menores. Após a Revolução Gloriosa, quando o líder da República Holandesa, Guilherme de Orange, tornou-se rei da Inglaterra, Guilherme continuou a liderar a oposição europeia ao expansionismo de Luís XIV, e o locus do poder político, financeiro e mercantil lentamente mudou de Amsterdã para Londres.

### Grande Guerra Turca: 1683–1699

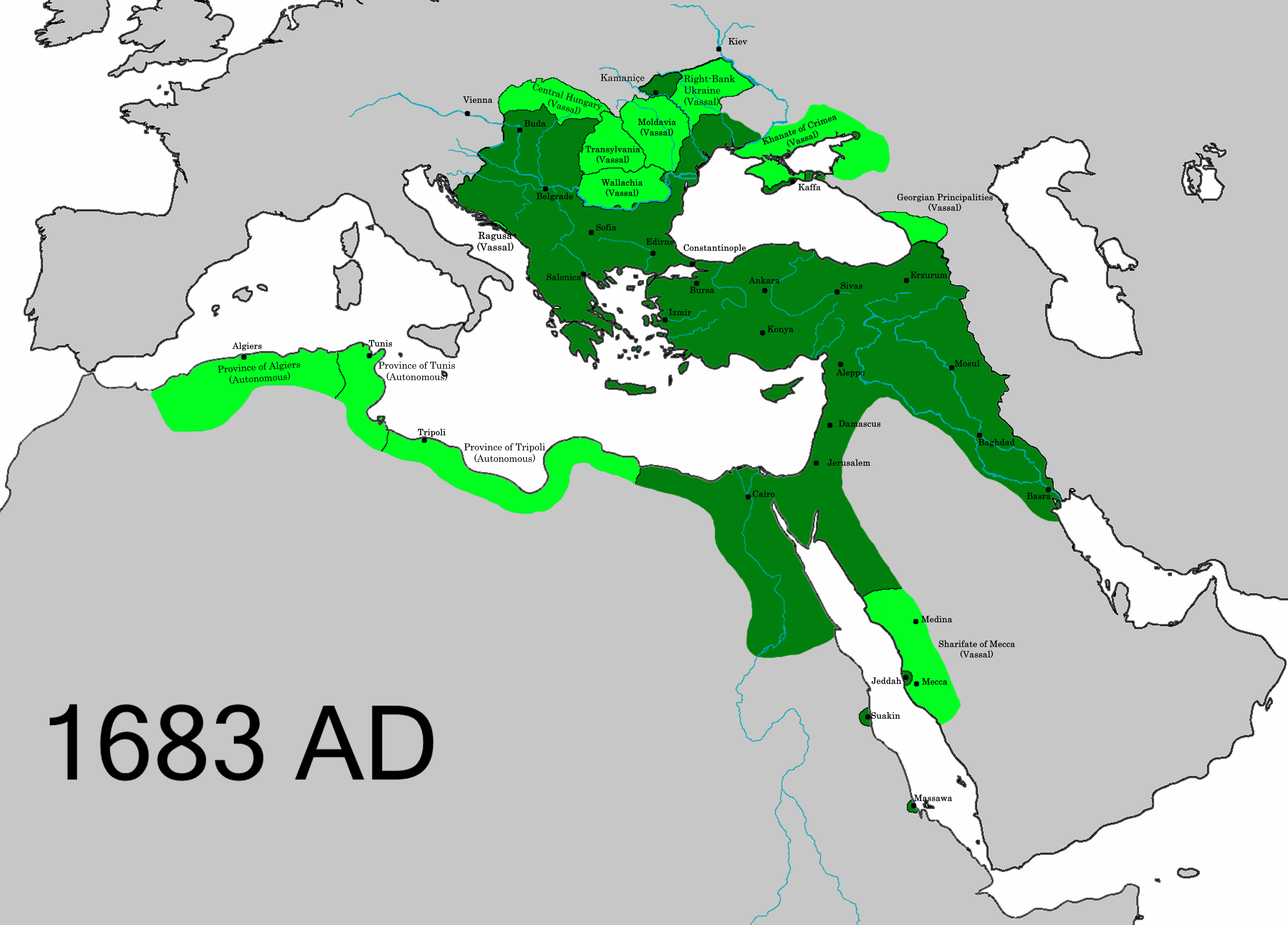
O Império Otomano em 1683; principais possessões em verde escuro; áreas vassalas ou autônomas em verde claro

A Grande Guerra Turca ou a "Guerra da Liga Santa" foi uma série de conflitos entre o Império Otomano e a coalizão europeia ad-hoc, a Liga Santa (em latim: Sacra Ligua). A coalizão foi organizada pelo Papa Inocêncio XI e incluía os Estados Papais, o Sacro Império Romano-Germânico sob o imperador Habsburgo Leopoldo I, a Comunidade Polaco-Lituana de João III Sobieski e a República de Veneza; a Rússia juntou-se à Liga em 1686. Os combates intensivos começaram em 1683, quando o comandante otomano Kara Mustafá trouxe um exército de 200.000 soldados para sitiar Viena. A questão era o controle da Europa Central e Oriental. Em setembro, os invasores foram derrotados em plena retirada pelo Danúbio. Terminou com a assinatura do Tratado de Karlowitz em 1699. A guerra foi uma derrota para o Império Otomano, que pela primeira vez perdeu grandes quantidades de território. Perdeu terras na Hungria e na Polônia, bem como parte dos Balcãs Ocidentais. A guerra marcou a primeira vez que a Rússia se envolveu numa aliança da Europa Ocidental.

### Política britânica sob Guilherme III (1689–1702)
Guilherme III exerceu um controlo pessoal rigoroso sobre a diplomacia e a política externa. A principal razão pela qual a elite inglesa apelou a Guilherme para invadir a Inglaterra em 1688 foi para derrubar o Rei Jaime II e parar os seus esforços para restabelecer o Catolicismo. No entanto, a principal razão pela qual Guilherme aceitou o desafio foi para ganhar um poderoso aliado na sua guerra para conter a expansão ameaçada do Rei Luís XIV de França. O objetivo de Guilherme era construir coligações contra a poderosa monarquia francesa, proteger a autonomia dos Países Baixos (onde Guilherme continuou no poder) e manter os Países Baixos espanhóis (atual Bélgica) fora das mãos francesas. A elite inglesa era intensamente anti-francesa e geralmente apoiava os objetivos gerais de Guilherme. Durante toda a sua carreira nos Países Baixos e na Grã-Bretanha, Guilherme foi o arqui-inimigo de Luís XIV. O rei francês, por sua vez, denunciou Guilherme como um usurpador que tinha ilegalmente tomado o trono do legítimo Rei Jaime II e que deveria ser deposto. Em maio de 1689, Guilherme, agora rei da Inglaterra, com o apoio do Parlamento, declarou guerra à França.
A Inglaterra e a França estiveram em guerra quase continuamente até 1713, com um curto interlúdio de 1697 a 1701, possibilitado pelo Tratado de Ryswick. As frotas combinadas inglesas e holandesas poderiam dominar a França em uma guerra naval de longo alcance, mas a França ainda tinha superioridade em terra. Guilherme queria neutralizar essa vantagem aliando-se a Leopoldo I, o Imperador Habsburgo do Sacro Império Romano-Germânico (1658-1705), que estava baseado em Viena, Áustria. Leopoldo, no entanto, estava preso na guerra com o Império Otomano em suas fronteiras orientais; Guilherme trabalhou para alcançar um acordo negociado entre os otomanos e o Império. Guilherme demonstrou uma estratégia imaginativa em toda a Europa, mas Luís sempre conseguiu inventar um contra-ataque.
Guilherme era geralmente apoiado pela liderança inglesa, que via a França como sua maior inimiga. Mas, eventualmente, as despesas e o cansaço da guerra fizeram com que ele reconsiderasse. A princípio, o Parlamento votou a favor dele os fundos para suas guerras dispendiosas e para seus subsídios a aliados menores. Investidores privados criaram o Banco da Inglaterra em 1694; ele forneceu um sistema sólido que tornou o financiamento de guerras muito mais fácil, incentivando os banqueiros a emprestarem dinheiro.

### Guerra dos Nove Anos: 1688–1697
A Guerra dos Nove Anos (1688–1697), também chamada de Guerra da Liga de Augsburgo, foi um grande conflito entre a França e uma coalizão europeia da Áustria e do Sacro Império Romano, a República Holandesa, a Espanha, a Grã-Bretanha e a Saboia. Foi travada no continente europeu e nos mares circundantes, Irlanda, América do Norte e na Índia. Às vezes é considerada a primeira guerra verdadeiramente global. Também abrangeu um teatro na Irlanda e na Escócia, onde Guilherme III e Jaime II lutaram pelo controle da Grã-Bretanha e da Irlanda, e uma campanha na América do Norte colonial entre colonos franceses e ingleses e seus respectivos aliados nativos americanos, hoje chamada de Guerra do Rei Guilherme pelos americanos.
Luís XIV emergiu da Guerra Franco-Holandesa em 1678 como o monarca mais poderoso da Europa, um governante absoluto que conquistou inúmeras vitórias militares. Utilizando uma combinação de agressão, anexação e meios quase legais, Luís XIV empenhou-se em estender seus ganhos para estabilizar e fortalecer as fronteiras da França, culminando na breve Guerra das Reuniões (1683-1684). A Trégua de Ratisbona resultante garantiu as novas fronteiras da França por vinte anos, mas as ações subsequentes de Luís XIV – notadamente a revogação do Édito de Nantes em 1685 – levaram à deterioração de seu domínio militar e político. A decisão de Luís XIV de cruzar o Reno em setembro de 1688 visava ampliar sua influência e pressionar o Sacro Império Romano-Germânico a aceitar suas reivindicações territoriais e dinásticas. Mas quando Leopoldo I e os príncipes alemães resolveram resistir, e quando os Estados Gerais e Guilherme III trouxeram os holandeses e os ingleses para a guerra contra a França, o rei francês finalmente enfrentou uma coalizão poderosa destinada a restringir suas ambições.
Guilherme III da Inglaterra tornou-se o principal líder aliado. O historiador J.R. Jones afirma que o Rei Guilherme recebeu:
| “ | Comando supremo dentro da aliança durante a Guerra dos Nove Anos. Sua experiência e conhecimento dos assuntos europeus o tornaram o diretor indispensável da estratégia diplomática e militar dos Aliados, e ele derivou autoridade adicional de seu status elevado como rei da Inglaterra – até mesmo o Imperador Leopoldo... reconheceu sua liderança. Os súditos ingleses de Guilherme desempenhavam papéis subordinados ou mesmo menores nos assuntos diplomáticos e militares, tendo participação importante apenas na direção da guerra no mar. O Parlamento e a nação tinham que fornecer dinheiro, homens e navios, e Guilherme achou conveniente explicar suas intenções... mas isso não significava que o Parlamento ou mesmo os ministros auxiliassem na formulação de políticas. | ” |

A principal estratégia de Guilherme era formar uma aliança militar entre a Inglaterra, os Países Baixos, o Sacro Império Romano, a Espanha e alguns estados menores, para atacar a França pelo mar e por terra em diferentes direções, enquanto defendia os Países Baixos. Luís XIV tentou minar essa estratégia recusando-se a reconhecer Guilherme como rei da Inglaterra e dando apoio diplomático, militar e financeiro a uma série de pretendentes ao trono inglês, todos baseados na França. Guilherme concentrou a maior parte de sua atenção na política externa e nas guerras estrangeiras, passando muito tempo nos Países Baixos (onde continuou a ocupar o cargo político dominante). Seus conselheiros mais próximos em política externa eram holandeses, principalmente William Bentinck, 1.º Conde de Portland; eles compartilhavam pouca informação com seus homólogos ingleses. O resultado líquido foi que os Países Baixos permaneceram independentes e a França nunca assumiu o controle dos Países Baixos espanhóis. As guerras foram muito caras para ambos os lados, mas inconclusivas. Guilherme morreu justamente quando a guerra de continuação, a Guerra da Sucessão Espanhola (1702-1714), estava começando.
Os principais combates ocorreram em torno das fronteiras da França: nos Países Baixos Espanhóis; Renânia; Ducado de Saboia; e Principado da Catalunha. Os combates geralmente favoreceram os exércitos de Luís XIV, mas em 1696 seu país estava nas garras de uma crise econômica. As Potências Marítimas (Inglaterra e República Holandesa) também estavam financeiramente exauridas, e quando Saboia desertou da Aliança, todas as partes estavam ansiosas por um acordo negociado. Pelos termos da Paz de Ryswick (1697), Luís XIV reteve toda a Alsácia, mas foi forçado a devolver a Lorena ao seu governante e desistir de quaisquer ganhos na margem direita do Reno. Luís XIV também aceitou Guilherme III como o legítimo Rei da Inglaterra, enquanto os holandeses adquiriram seu sistema de fortalezas de barreira nos Países Baixos Espanhóis para ajudar a proteger suas próprias fronteiras. Entretanto, com o doente e sem filhos Carlos II da Espanha se aproximando do fim, um novo conflito sobre a herança do Império Espanhol logo envolveria Luís XIV e a Grande Aliança em uma guerra final – a Guerra da Sucessão Espanhola.

### Grande Guerra do Norte: 1700–1721
De 1560 a 1660, a Suécia empenhou-se numa expansão territorial em larga escala na região do Báltico, à custa da Dinamarca e da Polónia.

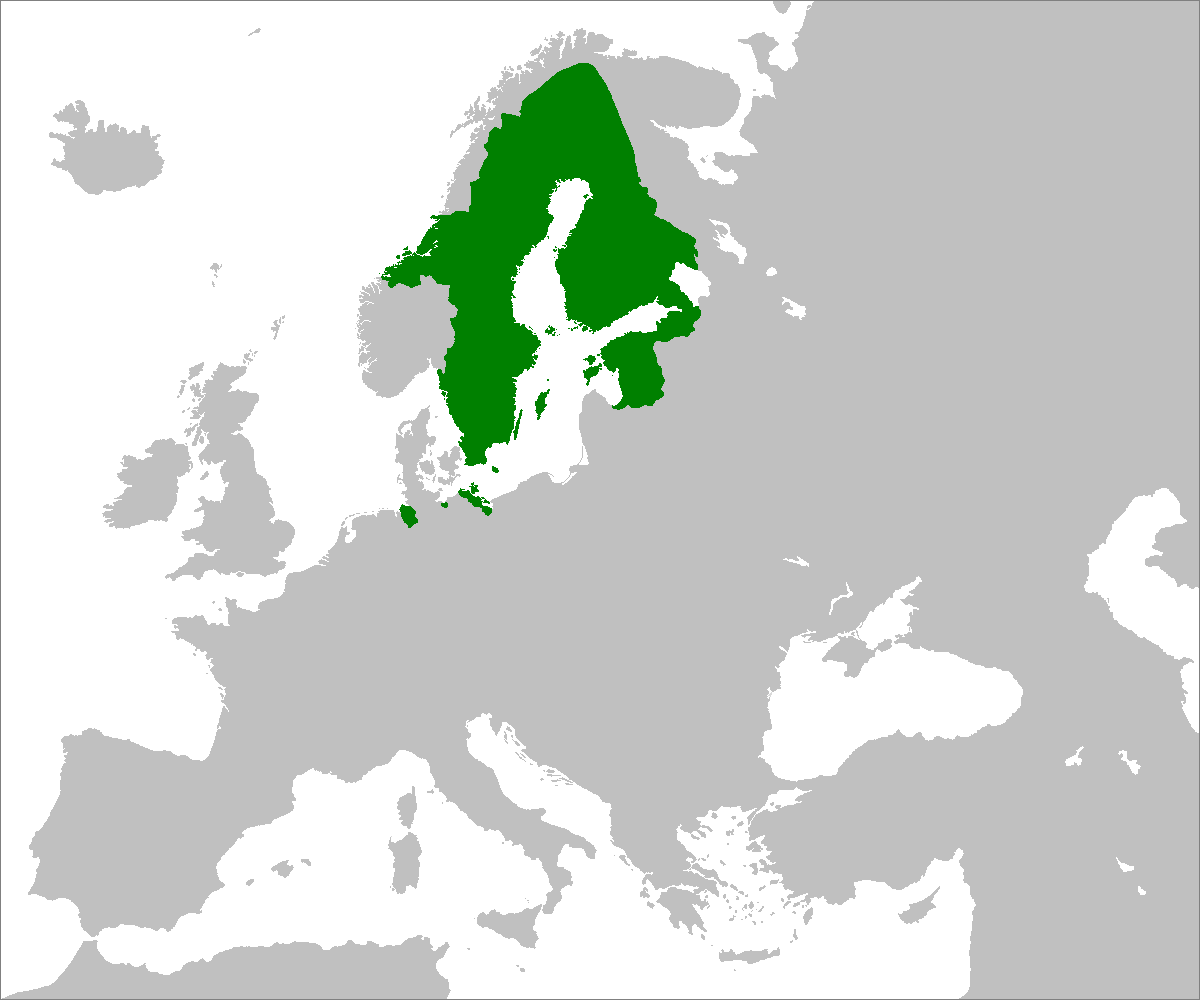
O Império Sueco em seu auge em 1658

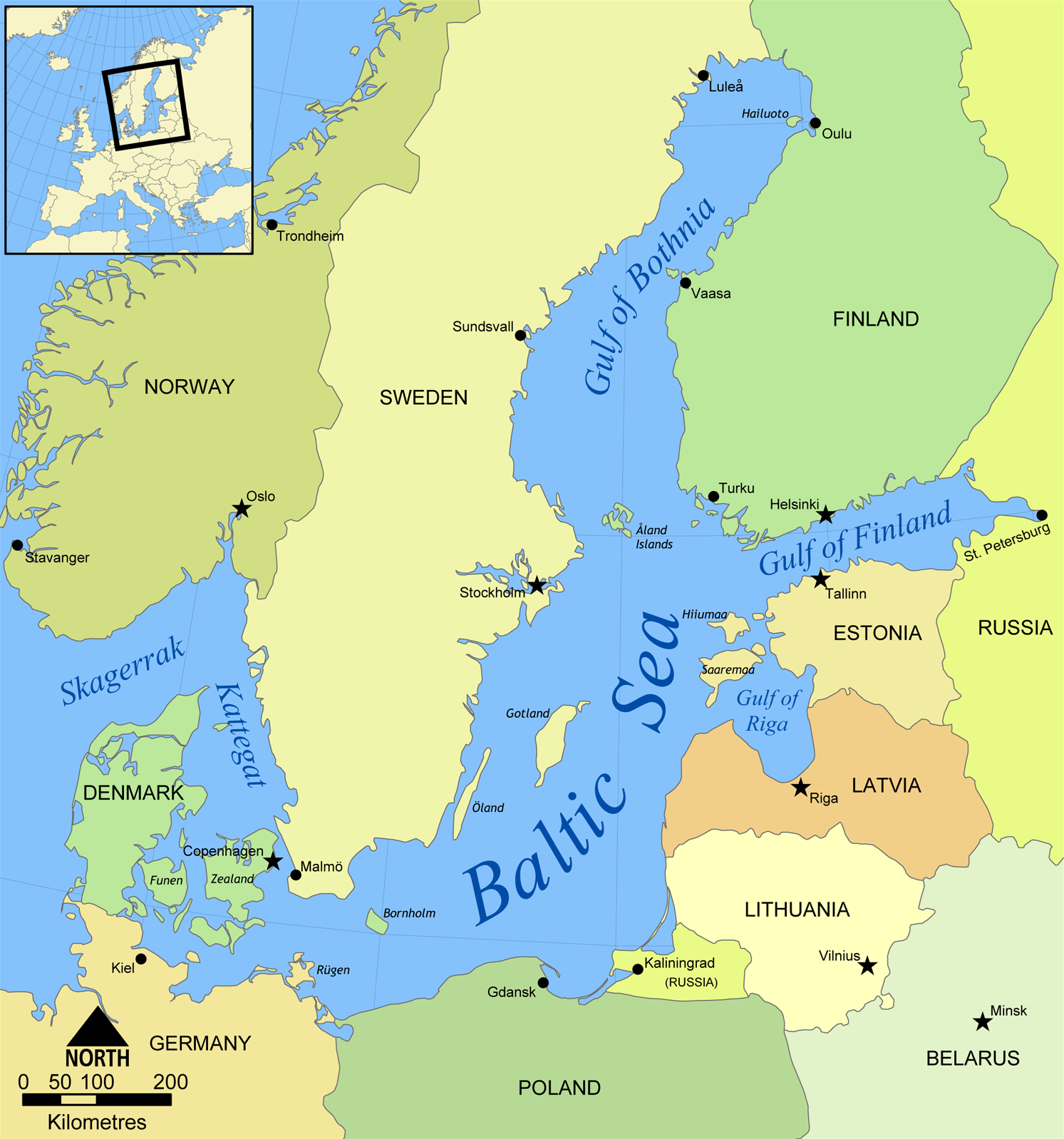
Região do Mar Báltico no século XXI

Em 1700, Dinamarca, Polônia e Rússia, os países que haviam perdido mais território para a Suécia, declararam guerra em conjunto. A Dinamarca logo foi forçada à paz após uma intervenção conjunta dos exércitos sueco, inglês e holandês. O rei Carlos XII levou seu exército sueco para as províncias do Báltico, onde os exércitos russo e polonês estavam sitiando várias cidades. Ele derrotou o exército russo na Batalha de Narva. Carlos então se mudou para a Polônia com a intenção de destronar o rei polonês Augusto II. Isso levou vários anos, mas em 1706, com o Tratado de Altranstädt, ele atingiu seu objetivo.

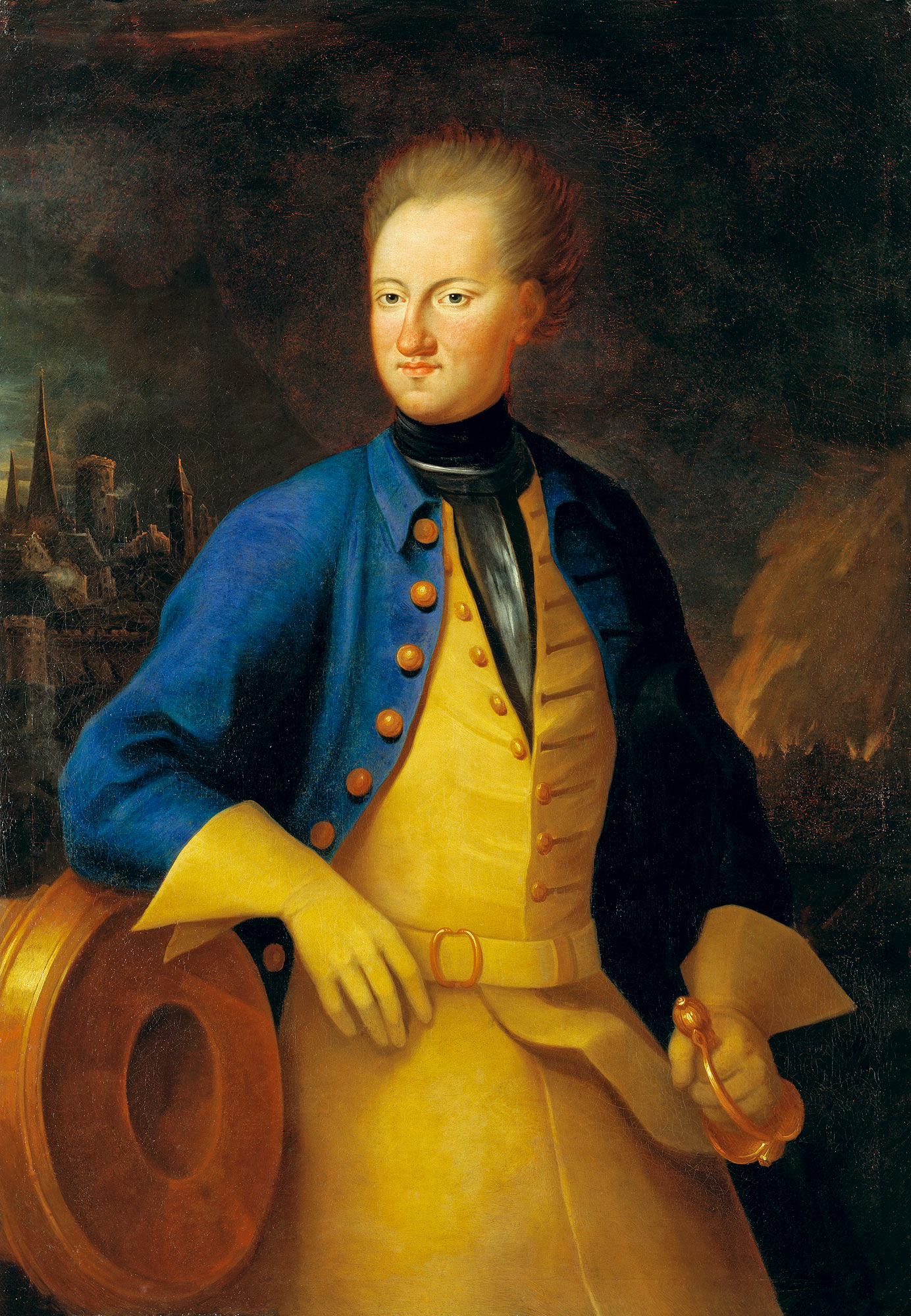
Carlos XII da Suécia

Enquanto isso, a Rússia conseguiu tomar posse de várias cidades perto do Mar Báltico. Em vez de tentar retomá-las, Carlos escolheu marchar diretamente sobre Moscou, mas devido ao clima extremamente frio, falhas em suas linhas de suprimento e à estratégia russa de terra arrasada, ele foi forçado a se voltar para a Ucrânia. Ele havia perdido a maioria de seus soldados e suprimentos, mas Carlos, confiando em habilidades supostamente superiores, enfrentou os russos em 1709. A Rússia sob o comando do czar Pedro, o Grande, havia recentemente modernizado suas forças militares e obtido uma vitória decisiva na Batalha de Poltava. Carlos conseguiu escapar para o sul, para o Império Otomano, que lhe deu refúgio por seis anos. Após Poltava, a Polônia e a Dinamarca voltaram à guerra, junto com outros países que queriam partes das províncias suecas. Nos anos seguintes, a maioria delas cairia e a Rússia ocupou a metade oriental da Suécia (atual Finlândia). A Suécia perdeu o controle do Báltico oriental e nunca recuperou sua antiga grandeza. Em vez disso, a Rússia ganhou a Finlândia e o acesso ao Mar Báltico, ganhando reconhecimento como uma potência europeia.

#### Rússia
Todas as principais decisões no Império Russo eram tomadas pelo czar (autocracia czarista), então havia uma uniformidade de política e uma força durante os longos regimes de líderes poderosos como Pedro, o Grande, e Catarina, a Grande. No entanto, houve numerosos czares fracos — como crianças com um regente no controle — bem como inúmeras conspirações e assassinatos. Com czares fracos ou rotatividade rápida, havia imprevisibilidade e até mesmo caos.

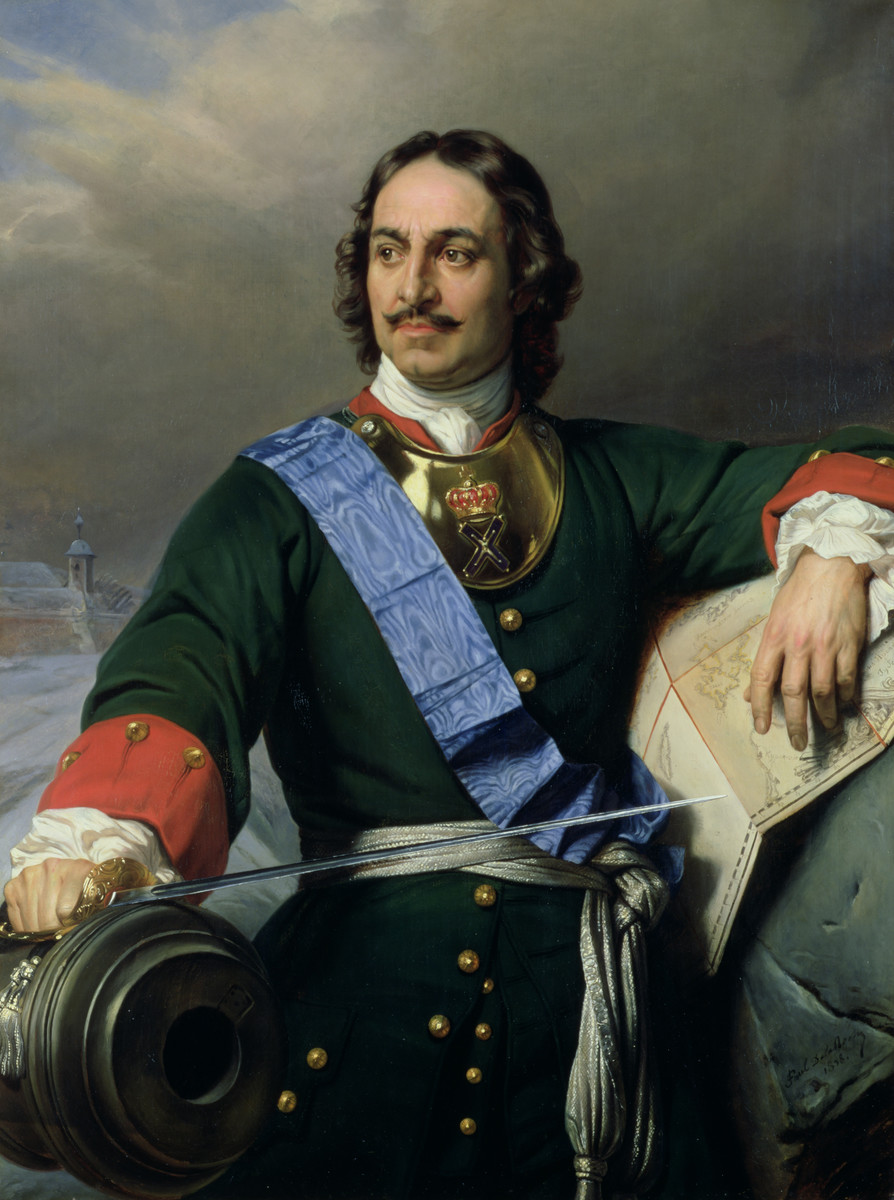
Pedro, o Grande, renomeou oficialmente o Czarado da Rússia como Império Russo em 1721 e se tornou seu primeiro imperador.

A expansão geográfica por meio de guerras e tratados foi a estratégia central da política externa russa, desde o pequeno estado moscovita do século XVI até a Primeira Guerra Mundial, em 1914. Os objetivos eram território, portos de águas quentes e a proteção do cristianismo ortodoxo. A principal arma era o enorme e cada vez mais bem treinado Exército Imperial Russo, embora a grande economia doméstica fosse precária e tivesse dificuldade em fornecer suporte adequado devido ao sistema de transporte precário.
A noroeste, a Rússia travou uma luta de um século contra a Suécia pelo controle do Mar Báltico. Pedro, o Grande, remodelou sistematicamente o sistema administrativo e militar russo seguindo os moldes ocidentais, construindo um grande exército no processo. A Marinha Russa permanece pequena e sem importância. O império obteve sucesso na década de 1720, obtendo não apenas acesso ao mar, mas também a posse da Finlândia e dos estados bálticos da Letônia, Lituânia e Estônia. A oeste, houve uma série de guerras com a Polônia e a Lituânia, seguidas de acordos negociados com a Prússia e a Áustria, que deram à Rússia o controle da maior parte da Ucrânia e de uma grande parte da Polônia.
Napoleão, em determinado momento, estava disposto a dividir a Europa Oriental com a Rússia. Em 1812, ele desafiou os russos diretamente, sem sucesso, com sua invasão da Rússia em 1812. A invasão foi repelida com pesadas perdas, e a Rússia desempenhou um papel decisivo na derrota de Napoleão em qualquer novo território, e desempenhou uma forte voz conservadora nos assuntos da Europa de 1814 à década de 1840.

### Guerra da Sucessão Espanhola: 1702–1714
A Espanha possuía uma série de ativos importantes, além de sua própria terra natal. Controlava territórios importantes na Europa, especialmente os Países Baixos Espanhóis (que eventualmente se tornaram a Bélgica) e a província de Franche-Comté, na fronteira leste da França, bem como uma grande parte do sul da Itália e da Sicília. No exterior, possuía um grande império que dominava grande parte do Novo Mundo, incluindo América do Sul, México, América Central e algumas ilhas críticas das Índias Ocidentais, como Cuba. Outras possessões incluíam as Ilhas Filipinas. Os territórios ultramarinos eram um importante ponto de saída para a migração da população espanhola. Mais importante de tudo, as colônias da Espanha produziam enormes quantidades de prata, que eram trazidas para a Espanha a cada poucos anos em comboios. A Espanha também tinha muitas fraquezas. Sua economia doméstica era pobre, havia poucos negócios ou indústria, ou artesanato avançado. Tinha que importar praticamente todas as suas armas. A Espanha tinha um grande exército, mas era mal treinado e mal equipado. Tinha uma marinha surpreendentemente pequena, pois a marinharia era uma baixa prioridade entre as elites espanholas. Nunca se recuperou do desastre autoinfligido que destruiu metade da grande Armada Espanhola em 1588. Os governos locais e regionais, e a nobreza local, controlavam a maior parte das decisões. O governo central era bastante fraco, com uma burocracia medíocre e poucos líderes capazes. O Rei Carlos II reinou de 1665 a 1700, mas sua saúde física e mental era muito precária.
O Rei Carlos II não tinha filhos, e qual dos dois rivais se tornaria rei da Espanha desencadeou uma grande guerra. Carlos II representava a família Habsburgo, e essa família, sediada em Viena, tinha seu candidato. No entanto, os Bourbons, baseados em Paris, também tinham um candidato: o neto do poderoso Rei Luís XIV. A prata da Espanha e sua incapacidade de proteger seus ativos a tornaram um alvo altamente visível para europeus ambiciosos. Por gerações, os ingleses contemplaram a captura da frota do tesouro — o que aconteceu apenas uma vez — em 1628 pelos holandeses. Os marinheiros ingleses, no entanto, perseguiram seriamente as oportunidades de pilhagem e comércio nas colônias da Espanha.
Carlos II tomou uma decisão desastrosa: em seu testamento, ele legou seu trono ao candidato Bourbon, um francês que se tornou Filipe V da Espanha . A França, é claro, se uniu à escolha. No entanto, uma coalizão de inimigos rapidamente se formou, e uma grande guerra europeia estourou de 1701 a 1714. A noção de que a França ganharia enorme força ao assumir o controle da Espanha e de todas as suas possessões europeias e ultramarinas era um anátema para os principais rivais da França. Em segundo lugar, a perspectiva de dividir as propriedades espanholas se mostrou muito atraente. Os inimigos da França formaram uma Grande Aliança, liderada por Leopoldo I do Sacro Império Romano. Ela incluía a Prússia e a maioria dos outros estados alemães, os Países Baixos, Portugal, Saboia (na Itália) e, especialmente, a Inglaterra. A França assumiu o controle das forças espanholas e adicionou alguns aliados na Baviera e entre vários duques locais na Itália e na Alemanha. Lutas extensas ocorreram principalmente nos Países Baixos, com ambos os lados oscilando. Quando o Imperador Leopoldo morreu, ele foi sucedido por seu filho mais velho, José. No entanto, quando Joseph morreu em 1711, seu irmão Carlos tornou-se não apenas o candidato da Aliança para rei da Espanha, mas também se tornou Imperador. Essa combinação tornaria o Império muito poderoso, então os aliados desertaram da aliança e a paz estava próxima. A Paz de Utrecht em 1713 resolveu todas as questões. Filipe V tornou-se rei da Espanha e manteve todas as suas colônias ultramarinas, mas renunciou a quaisquer direitos ao trono francês. A Espanha perdeu suas propriedades europeias fora da própria pátria. À medida que os antigos membros da aliança pegavam seus despojos, a Inglaterra ganhou Terra Nova, Nova Escócia e Gibraltar, bem como direitos comerciais nas colônias espanholas. A Espanha agora tinha um novo governo Bourbon, que se mostrou muito mais eficaz e enérgico do que os governantes Habsburgos anteriores.

## Europa: 1715–1789

### Interlúdio pacífico: 1715–1740
O quarto de século após a Paz de Utrecht foi harmonioso, sem grandes guerras e apenas alguns episódios militares secundários de menor importância. Por exemplo, a Guerra da Orelha de Jenkins foi uma guerra naval entre a Grã-Bretanha e a Espanha, relativa ao contrabando britânico para as colônias espanholas. Começou em 1739 e foi travada no Caribe. Após uma pequena vitória britânica em 1741, os espanhóis repeliram uma grande invasão britânica, e a luta se esvaiu sem ganhos para nenhum dos lados.
As principais potências se exauriram na guerra, com muitas mortes, veteranos incapacitados, marinhas arruinadas, altos custos de pensão, empréstimos pesados e altos impostos. Utrecht fortaleceu o senso de direito internacional útil e inaugurou uma era de relativa estabilidade no sistema estatal europeu, com base na política de equilíbrio de poder de que nenhum país se tornaria dominante. Robert Walpole, o principal formulador de políticas britânico, priorizou a paz na Europa porque era bom para sua nação comercial e seu crescente Império Britânico. O historiador britânico G. M. Trevelyan argumenta:
| “ | O Tratado [de Utrecht], que inaugurou o período estável e característico da civilização do século XVIII, marcou o fim do perigo para a Europa da antiga monarquia francesa e marcou uma mudança de não menos importância para o mundo em geral — a supremacia marítima, comercial e financeira da Grã-Bretanha. | ” |

Mas o "equilíbrio" necessitava de imposição armada. A Grã-Bretanha desempenhou um papel militar fundamental como "equilibradora". Os objetivos eram fortalecer o sistema de equilíbrio de poder da Europa para manter a paz necessária ao florescimento do comércio britânico e ao crescimento de suas colônias e, finalmente, fortalecer sua própria posição central no sistema de equilíbrio de poder, no qual nenhuma nação poderia dominar as demais. Outras nações reconheceram a Grã-Bretanha como a "equilibradora". Eventualmente, o ato de equilíbrio exigiu que a Grã-Bretanha contivesse as ambições francesas. A contenção levou a uma série de guerras cada vez maiores entre a Grã-Bretanha e a França, que terminaram com resultados mistos. A Grã-Bretanha geralmente se alinhava com os Países Baixos e a Prússia e subsidiava seus exércitos. Essas guerras envolveram toda a Europa e as colônias ultramarinas. Essas guerras ocorreram em todas as décadas, começando na década de 1740 e culminando na derrota da França de Napoleão em 1814.

#### Luís XV
Em nítido contraste com o hiperativo Luís XIV, seu sucessor não demonstrou grande interesse na complexa diplomacia e guerra durante seu longo reinado. Seu papel ativo começou em 1722 e durou até 1774. O principal tomador de decisões da política externa da França foi o Cardeal Fleury. Ele reconheceu que a França precisava se reconstruir, então buscou uma política de paz. A França tinha um sistema tributário mal projetado, no qual os coletores de impostos ficavam com grande parte do dinheiro, e o tesouro estava sempre curto. O sistema bancário em Paris era subdesenvolvido, e o tesouro foi forçado a tomar empréstimos a taxas de juros muito altas.

#### Guerra da Quádrupla Aliança (1718–1720)
Um dos poucos episódios militares na Europa Ocidental foi a Guerra da Quádrupla Aliança (1718–1720). Em Viena, Áustria (formalmente o Sacro Império Romano), os imperadores Habsburgos estavam discutindo com o novo Rei Bourbon da Espanha, Filipe V, sobre o controle dos Habsburgos sobre a maior parte da Itália. Filipe V, e especialmente sua esposa Isabel Farnésio e seu primeiro-ministro Giulio Alberoni tinham planos de recuperar grande parte da Itália que a Espanha havia perdido para os Habsburgos em 1714 e talvez até mesmo colocar Filipe no trono francês. As frotas espanholas capturaram a Sicília e a Sardenha. A Quádrupla Aliança da Grã-Bretanha, França, Áustria, República Holandesa e (mais tarde) Saboia foi uma coalizão formada para restaurar o equilíbrio de poder e acabar com as ameaças espanholas. As vitórias navais da Aliança foram decisivas e a Espanha recuou.

### Guerra da Sucessão Austríaca (1740–1748)

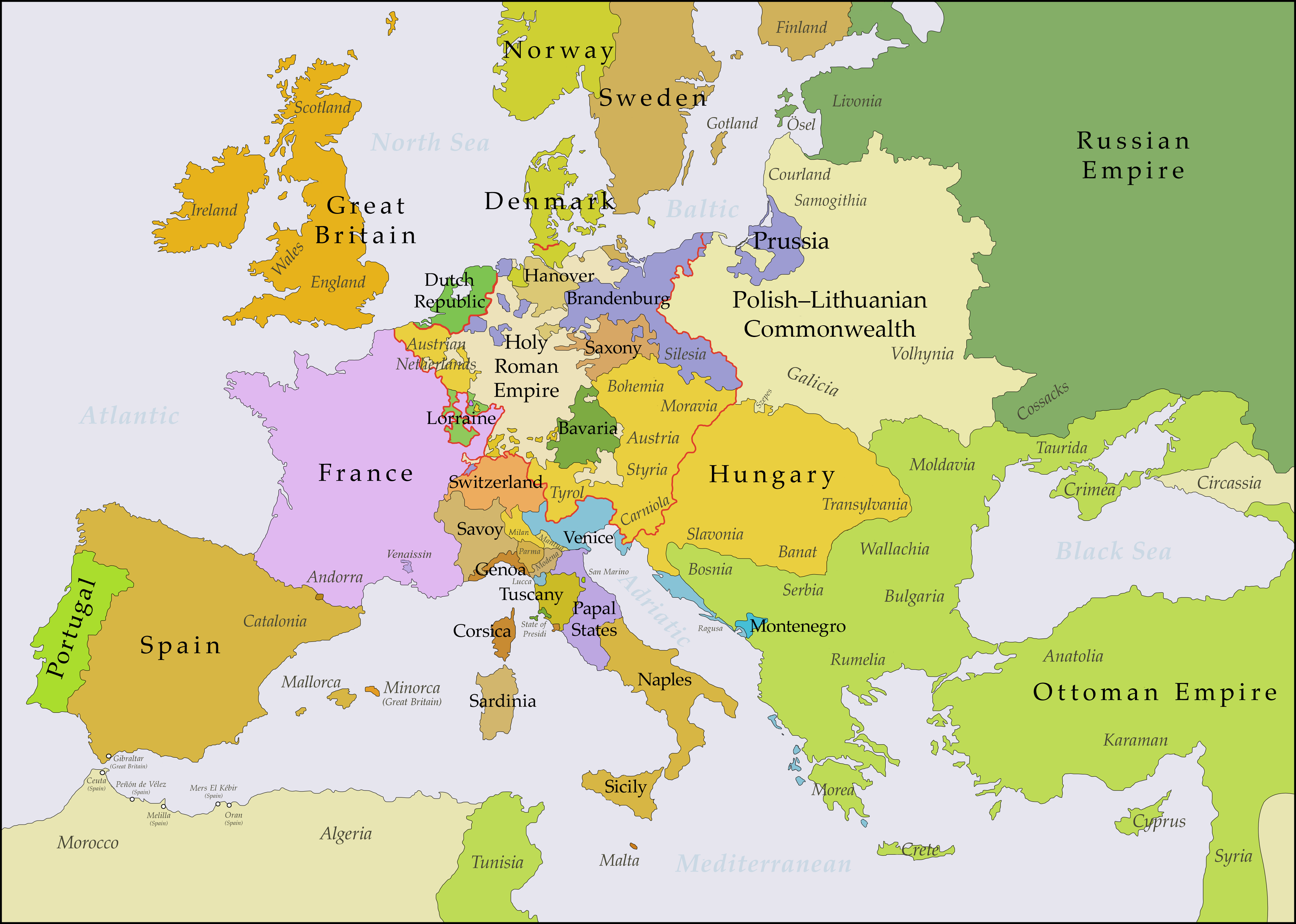
A Europa nos anos posteriores ao Tratado de Aix-la-Chapelle em 1748

O interlúdio pacífico foi encerrado pela Guerra da Sucessão Austríaca. O último dos conflitos dinásticos Bourbon-Habsburgo, a guerra era nominalmente sobre o direito de Maria Teresa de herdar de seu pai, o Imperador Carlos VI, em vez de um herdeiro masculino. Na realidade, a França Bourbon e os rivais alemães Prússia e Baviera viram uma oportunidade de desafiar o poder dos Habsburgos. Maria Teresa foi apoiada pela Grã-Bretanha, a República Holandesa e Hanover (também governada pelo Rei Jorge II da Grã-Bretanha). À medida que o conflito se alargava, atraía outros participantes, entre eles Espanha, Sardenha, Saxônia, Suécia e Rússia. A guerra terminou em 1748 com o Tratado de Aix-la-Chapelle e muito pouco em termos de mudanças territoriais. A herança de Maria Teresa foi reconhecida, embora a Áustria tenha sido forçada a reconhecer o controle da Prússia sobre a Silésia e ceder o controle de vários ducados italianos. Os principais resultados da guerra foram o reconhecimento do papel crescente da Prússia como um ator internacional e, eventualmente, a Revolução Diplomática que viu a Áustria aliar-se à França, pondo fim à rivalidade de longa data entre as dinastias Bourbon e Habsburgo e levando a Inglaterra a uma aliança com a Prússia para continuar seus esforços para conter as ambições francesas.

### Grã-Bretanha: a nação comercial
As principais potências eram motivadas principalmente por ganhos territoriais e pela proteção de suas dinastias (como as dinastias Habsburgo e Bourbon ou a Casa de Hohenzollern ) na Prússia. A Grã-Bretanha tinha um interesse primário diferente (além da defesa da pátria). Sua política nacional era construir uma rede comercial mundial para seus comerciantes, fabricantes, transportadores e financiadores. Isso exigia uma Marinha Real hegemônica para que nenhum rival pudesse varrer seus navios das rotas comerciais mundiais, nem invadir as Ilhas Britânicas. O governo de Londres fortaleceu o setor privado incorporando inúmeras empresas londrinas com financiamento privado para estabelecer postos comerciais e abrir negócios de importação e exportação em todo o mundo. Cada uma recebeu o monopólio do comércio inglês para uma região geográfica específica. A primeira empresa foi a Companhia de Moscóvia, criada em 1555 para negociar com a Rússia. Outras empresas proeminentes incluíam a Companhia do Levante, a Companhia das Índias Orientais e a Companhia da Baía de Hudson no Canadá. A Companhia dos Aventureiros Reais que Negociavam com a África foi criada em 1662 para comercializar ouro, marfim e escravos na África; foi restabelecida como a Companhia Real Africana em 1672 e focada no tráfico de escravos. O envolvimento britânico em cada uma das quatro grandes guerras, de 1740 a 1783, rendeu grandes frutos em termos de comércio. Até mesmo a perda das Treze Colônias foi compensada por uma relação comercial muito favorável com os recém-criados Estados Unidos. Os britânicos ganharam domínio no comércio com a Índia e dominaram amplamente os lucrativos negócios de escravos, açúcar e comércio originários da África Ocidental e das Índias Ocidentais. A China seria a próxima na agenda. Outras potências estabeleceram monopólios semelhantes em uma escala muito menor; apenas os Países Baixos enfatizaram o comércio tanto quanto a Inglaterra.
O sistema financeiro de Londres provou ser notavelmente competente no financiamento não apenas das forças inglesas, mas também de seus aliados. O Tesouro levantou £ 46.000.000 em empréstimos para pagar as guerras com a França de 1689-1697 e 1702-1713; em 1714, a dívida nacional era de £ 40.000.000, com um fundo de amortização operando para quitar a dívida. A rainha Ana estava morta, e seu sucessor, o rei Jorge I, era um hanoveriano que mudou sua corte para Londres, mas nunca aprendeu inglês e se cercou de conselheiros alemães. Eles gastaram muito de seu tempo e a maior parte de sua atenção em assuntos hanoverianos. Ele também foi ameaçado pela instabilidade do trono, pois os pretendentes Stuart, há muito apoiados pelo rei Luís XIV, ameaçaram repetidamente invadir pela Irlanda ou Escócia, e tiveram apoio interno significativo da facção conservadora. No entanto, Sir Robert Walpole foi o principal tomador de decisões, de 1722 a 1740, embora o cargo ainda não fosse chamado de primeiro-ministro. Walpole rejeitou veementemente opções militaristas e promoveu um programa de paz. Assinou uma aliança com a França. Os Países Baixos tiveram seu poder bastante reduzido e seguiram o exemplo da Inglaterra.

### Guerra dos Sete Anos

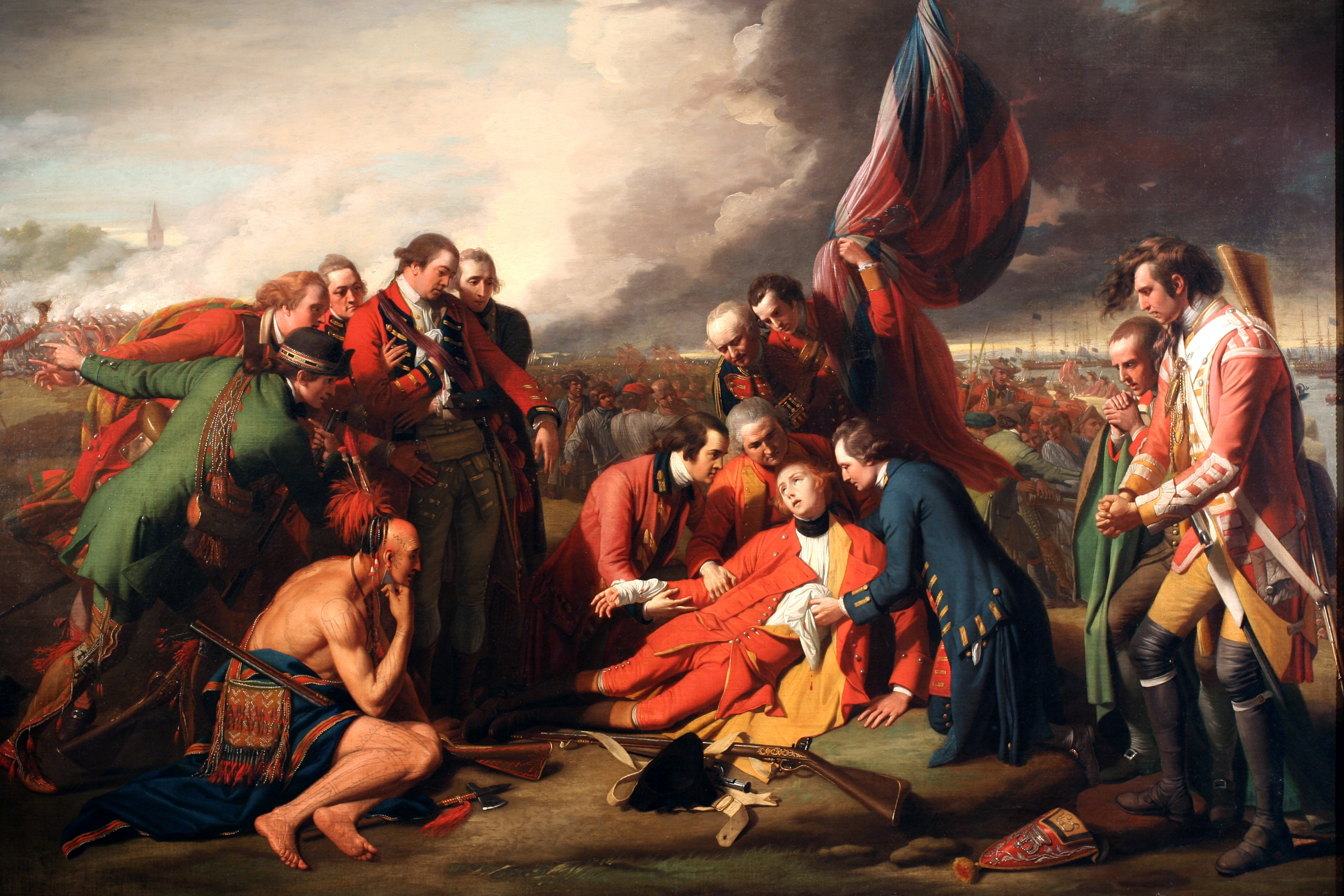
A Morte do General Wolfe, nas Planícies de Abraham, perto de Quebec

Luís XV é mais conhecido por perder feio na Guerra dos Sete Anos. Em 1763, Luís cedeu a Nova França na América do Norte para a Espanha e a Grã-Bretanha após a derrota da França na guerra. Ele incorporou os territórios da Lorena e da Córsega ao reino da França. A maioria dos estudiosos argumenta que as decisões de Luís XV prejudicaram o poder da França, enfraqueceram o tesouro, desacreditaram a monarquia absoluta e a tornaram mais vulnerável à desconfiança e à destruição. A evidência para essa visão é fornecida pela Revolução Francesa, que eclodiu 15 anos após sua morte. Norman Davies caracterizou o reinado de Luís XV como "de estagnação debilitante", caracterizado por guerras perdidas, confrontos intermináveis entre a Corte e o Parlamento e feudos religiosos. Alguns estudiosos defendem Luís, argumentando que sua reputação altamente negativa foi baseada em propaganda posterior destinada a justificar a Revolução Francesa. Jerome Blum o descreveu como "um adolescente perpétuo chamado para fazer o trabalho de um homem".

### Guerra da Independência dos Estados Unidos
Após a vitória contra a França na Guerra dos Sete Anos, o governo britânico decidiu controlar as colônias americanas, que cresciam rapidamente, com uma população de 2,5 milhões, em contraste com os 6 milhões da Grã-Bretanha. A nova política de 1765 de impor impostos sem a aprovação dos parlamentos coloniais foi altamente controversa na própria Grã-Bretanha. Os impostos eram pequenos, mas o princípio era elevado, e os impostos irritaram líderes e o público em todas as Treze Colônias. Os americanos alegaram que isso violava seus privilégios históricos como ingleses e insistiram em "nenhuma tributação sem representação". Por uma dúzia de anos, diferentes soluções foram tentadas, mas Londres continuou insistindo em impor impostos sem consulta. Quando patriotas americanos, em 1773, destruíram um carregamento de chá britânico taxado no porto de Boston, na Festa do Chá de Boston, Londres respondeu com punições severas. As colônias se uniram e criaram um Congresso Continental para coordenar suas ações. Boicotes em larga escala foram altamente prejudiciais aos comerciantes britânicos, que perderam seu mercado americano da noite para o dia. Londres enviou mais tropas para Boston, enquanto os colonos organizavam e treinavam sua milícia. A luta eclodiu em 1775, e os Patriotas Americanos tomaram o controle das Treze Colônias, expulsando quase todos os oficiais reais. O rei se recusou a se comprometer. Um exército americano, organizado pelo Congresso e sob o controle do general George Washington, forçou os britânicos a saírem de Boston. Depois de garantir o apoio unânime das legislaturas de todos os treze estados, o Congresso votou pela independência em 2 de julho. A Declaração de Independência, redigida em grande parte por Thomas Jefferson, foi adotada por unanimidade pelo Congresso em 4 de julho.
O historiador George Billias diz:
| “ | A independência equivalia a um novo status de interdependência: os Estados Unidos eram agora uma nação soberana, com direito aos privilégios e responsabilidades inerentes a esse status. Assim, a América tornou-se membro da comunidade internacional, o que significava tornar-se um executor de tratados e alianças, um aliado militar na diplomacia e um parceiro no comércio exterior em condições mais equitativas. | ” |

Benjamin Franklin, o principal diplomata americano em Paris, provou ser altamente popular com a opinião da elite francesa, incluindo intelectuais e a corte real. A França queria vingança após sua derrota na década de 1760 e, novamente, financiou pesadamente a revolta americana. Depois que os americanos capturaram uma força de invasão britânica em Saratoga, no norte do estado de Nova York, em 1777, os franceses declararam oficialmente guerra à Grã-Bretanha, reconheceram a independência dos novos Estados Unidos e foram acompanhados oficialmente pelos holandeses (que reconheceram os Estados Unidos) e espanhóis (que não o fizeram). Toda a Europa era neutra, com o favoritismo em relação à França e aos Estados Unidos. A Grã-Bretanha não tinha grandes aliados, mas conseguiu contratar dezenas de milhares de mercenários de pequenos principados alemães, como Hesse. A Marinha Real estava agora em menor número do que as marinhas aliadas combinadas, e a ameaça de uma invasão aliada das Ilhas Britânicas tornou sua situação militar precária. Os britânicos tiveram algum sucesso no envio de uma grande força de invasão ao sul dos Estados Unidos, mas um exército combinado franco-americano capturou outro exército invasor em Yorktown em 1781, quando a Marinha Francesa repeliu uma frota de resgate britânica. Os Estados Unidos estavam agora efetivamente independentes, e a política britânica era oferecer termos muito bons para garantir um forte comércio exterior anglo-americano assim que a guerra terminasse. A guerra naval não havia terminado, no entanto, pois os britânicos obtiveram ganhos decisivos contra a Marinha Francesa e protegeram Gibraltar contra a ameaça espanhola. Após a perda das colônias americanas, a Grã-Bretanha então voltou sua atenção para a Índia e a Ásia, onde provavelmente recuperou a maior parte, senão todas as suas perdas. Os resultados a longo prazo foram altamente negativos para a França. Ela conseguiu se vingar, mas seus gastos muito pesados na Guerra dos Sete Anos e na Guerra Revolucionária Americana efetivamente levaram o tesouro francês à falência, preparando o cenário para a Revolução Francesa em 1789.

### Europa: Revolução Francesa e Napoleão (1789–1815)
De 1793 a 1815, a França esteve envolvida quase continuamente (com dois breves intervalos) em guerras com a Grã-Bretanha e uma coalizão mutável de outras grandes potências. Os muitos sucessos franceses levaram à disseminação dos ideais revolucionários franceses para os países vizinhos e, de fato, para grande parte da Europa. No entanto, a derrota final de Napoleão em 1814 (e 1815) trouxe uma reação que reverteu algumas – mas não todas – as conquistas revolucionárias na França e na Europa. Os Bourbons foram restaurados ao trono, com o irmão do executado Rei Luís XVI se tornando Rei Luís XVIII.

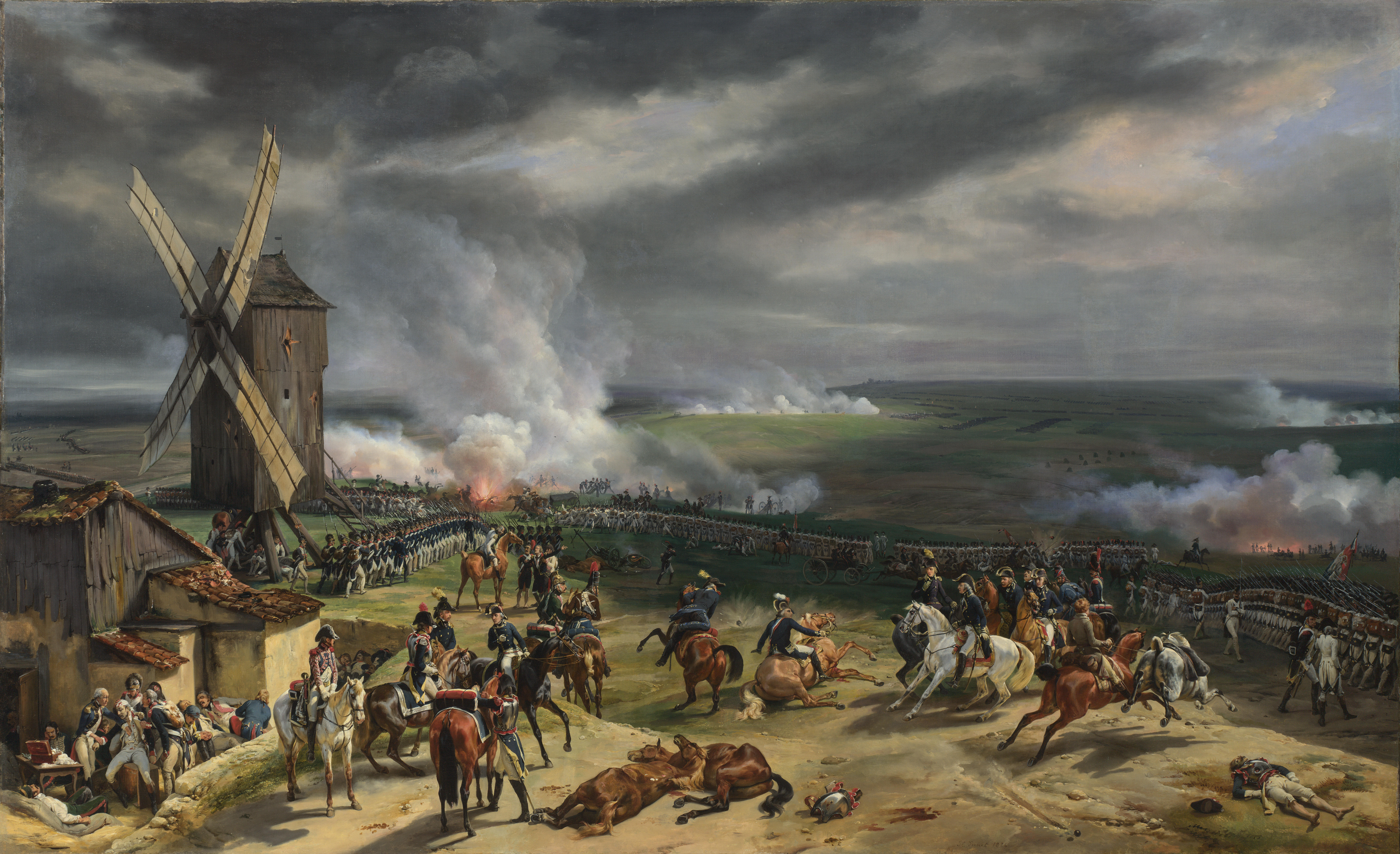
Vitória francesa sobre os prussianos na Batalha de Valmy em 20 de setembro de 1792

A política do período inevitavelmente levou a França à guerra com a Áustria e seus aliados. O rei, muitos dos feuillantes e os girondinos queriam especificamente travar a guerra. O rei (e muitos feuillantes com ele) esperavam que a guerra aumentasse sua popularidade pessoal; ele também previu uma oportunidade de explorar qualquer derrota: qualquer resultado o tornaria mais forte. Os girondinos queriam exportar a Revolução por toda a Europa e, por extensão, defendê-la dentro da França. As forças que se opunham à guerra eram muito mais fracas. Barnave e seus apoiadores entre os feuillantes temiam uma guerra que achavam que a França tinha pouca chance de vencer e que eles temiam que pudesse levar a uma maior radicalização da revolução. No outro extremo do espectro político, Robespierre se opôs à guerra por dois motivos: temendo que isso fortaleceria a monarquia e os militares às custas da revolução e que isso incorreria na ira das pessoas comuns na Áustria e em outros lugares. O imperador austríaco Leopoldo II, irmão de Maria Antonieta, pode ter desejado evitar a guerra, mas morreu em 1º de março de 1792. A França declarou guerra preventivamente à Áustria (20 de abril de 1792) e a Prússia juntou-se ao lado austríaco algumas semanas depois. O exército prussiano invasor enfrentou pouca resistência até ser contido na Batalha de Valmy (20 de setembro de 1792) e foi forçado a se retirar.

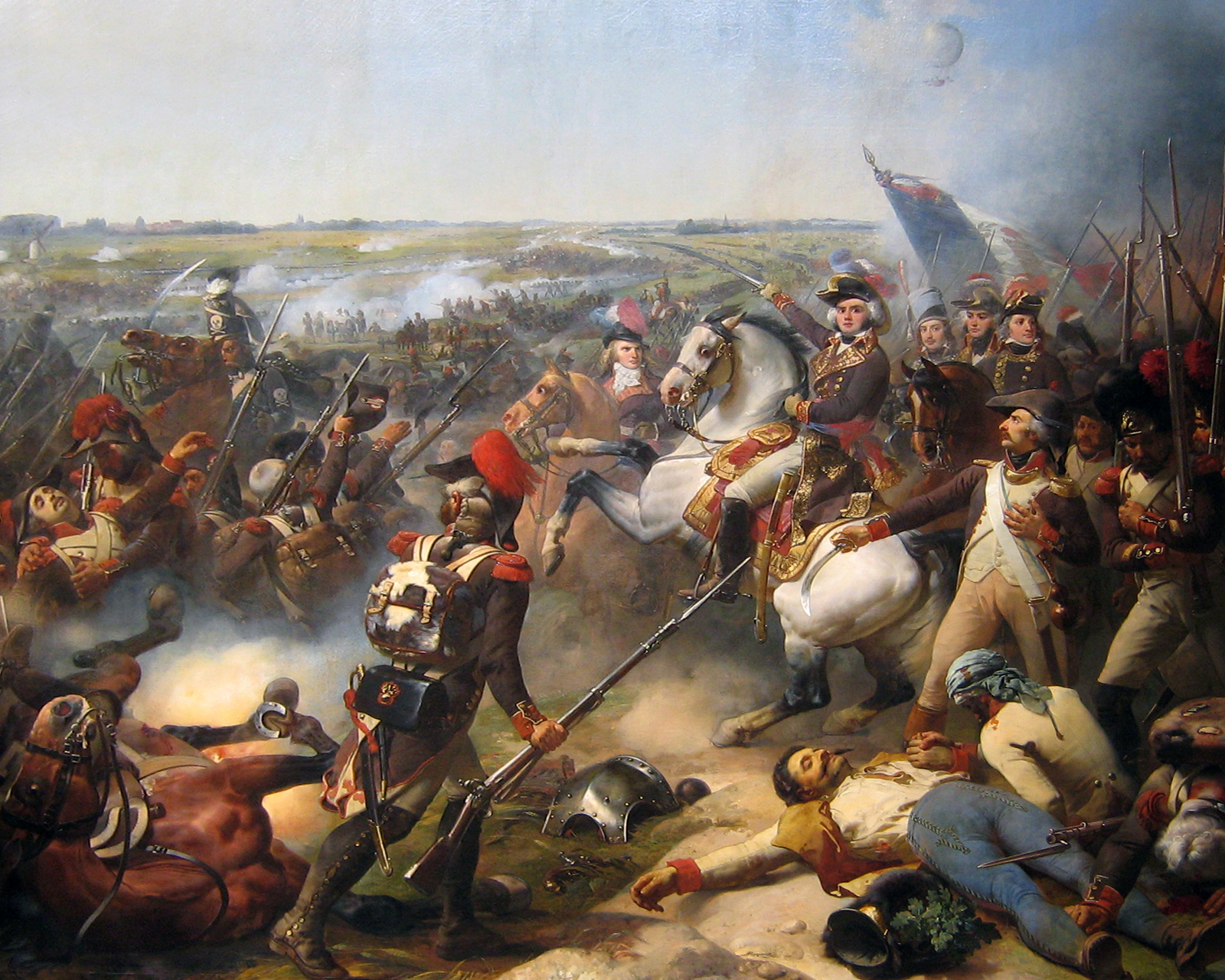
O Exército Revolucionário Francês derrotou os exércitos combinados de austríacos, holandeses e britânicos em Fleurus em junho de 1794.

A recém-nascida República deu continuidade a esse sucesso com uma série de vitórias na Bélgica e na Renânia no outono de 1792. Os exércitos franceses derrotaram os austríacos na Batalha de Jemappes em 6 de novembro e logo tomaram a maior parte dos Países Baixos Austríacos. Isso os colocou em conflito com a Grã-Bretanha e a República Holandesa, que desejavam preservar a independência do sul dos Países Baixos da França. Após a execução do rei em janeiro de 1793, essas potências, juntamente com a Espanha e a maioria dos outros estados europeus, juntaram-se à guerra contra a França. Quase imediatamente, as forças francesas enfrentaram derrotas em muitas frentes e foram expulsas de seus territórios recém-conquistados na primavera de 1793. Ao mesmo tempo, o regime republicano foi forçado a lidar com rebeliões contra sua autoridade em grande parte do oeste e sul da França. Mas os aliados não conseguiram tirar vantagem da desunião francesa e, no outono de 1793, o regime republicano derrotou a maioria das rebeliões internas e interrompeu o avanço aliado na própria França.
O impasse foi quebrado no verão de 1794 com vitórias francesas dramáticas. Eles derrotaram o exército aliado na Batalha de Fleurus, levando a uma retirada total dos Aliados dos Países Baixos Austríacos. Eles seguiram por uma campanha que varreu os aliados para a margem leste do Reno e deixou os franceses, no início de 1795, conquistando a própria República Holandesa. A Casa de Orange foi expulsa e substituída pela República Batava, um estado satélite francês. Essas vitórias levaram ao colapso da coalizão contra a França. A Prússia, tendo efetivamente abandonado a coalizão no outono de 1794, fez as pazes com a França revolucionária em Basileia em abril de 1795, e logo depois a Espanha também fez as pazes com a França. Das principais potências, apenas a Grã-Bretanha e a Áustria permaneceram em guerra com a França.

### Revoltas coloniais

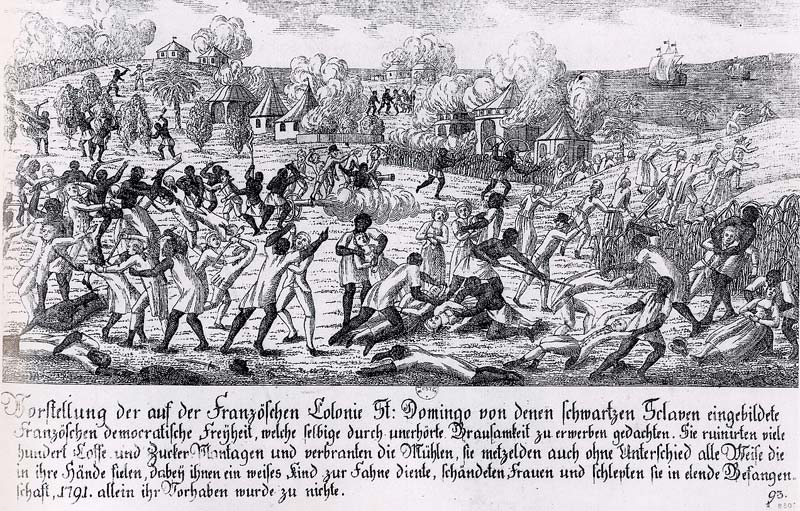
Revolta de escravos em Saint Domingue

Embora a Revolução Francesa tenha tido um impacto dramático em diversas áreas da Europa, as colônias francesas sentiram uma influência particular. Como afirmou o autor martinicano Aimé Césaire, "houve em cada colônia francesa uma revolução específica, que ocorreu por ocasião da Revolução Francesa, em sintonia com ela". A Revolução Haitiana (São Domingos) tornou-se um exemplo central de revoltas de escravos nas colônias francesas.

### Guerras Napoleônicas

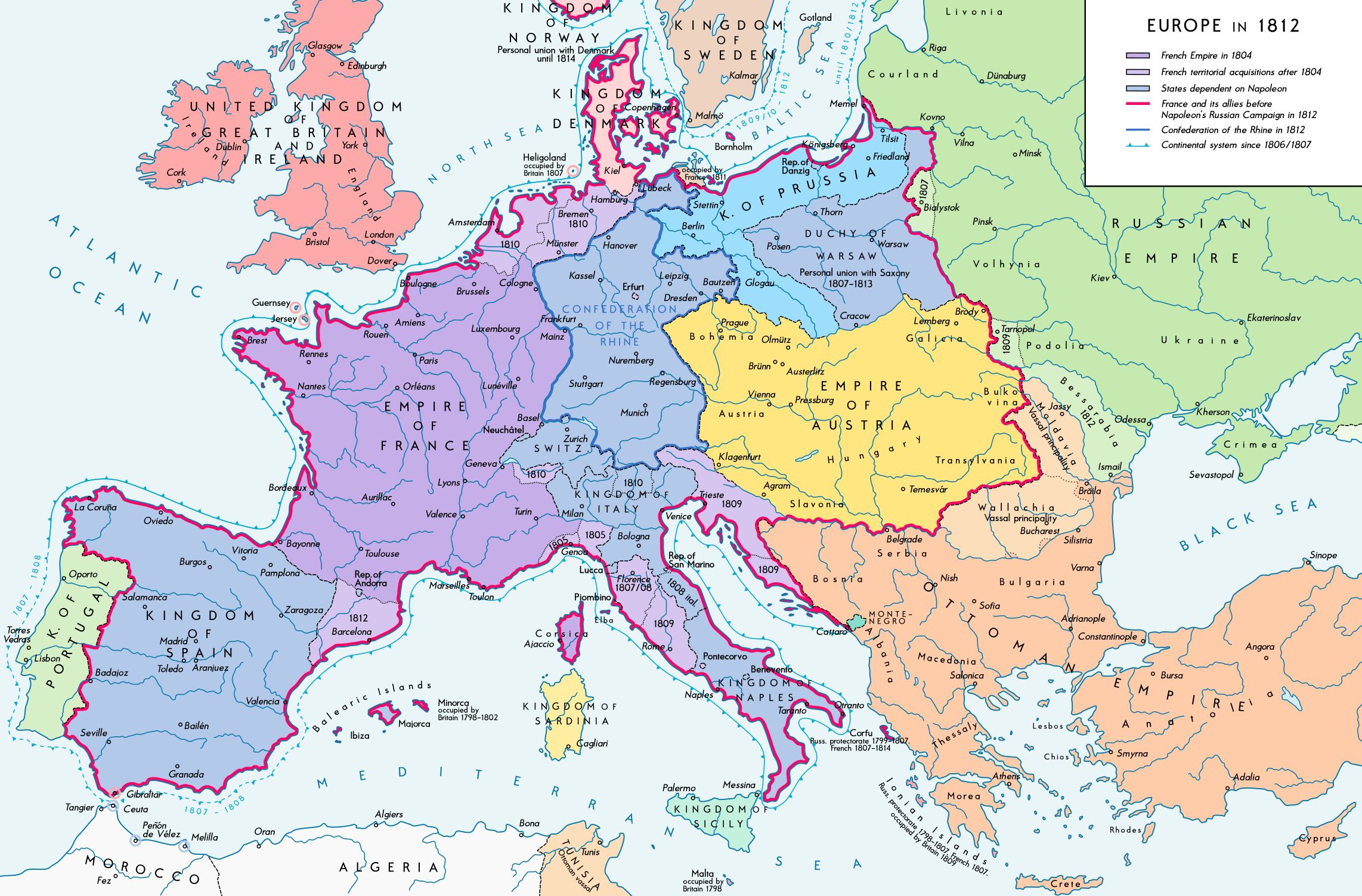
Europa em 1812 após várias vitórias francesas

Napoleão Bonaparte foi um dos soldados e estadistas mais dominantes do mundo, liderando a França a grandes vitórias sobre inúmeros inimigos europeus. Apesar de suas origens modestas, ele se tornou Imperador e reestruturou grande parte da diplomacia, política e direito europeus, até ser forçado a abdicar em 1814. Seu retorno de 100 dias em 1815 fracassou na Batalha de Waterloo, e ele morreu exilado em uma ilha remota, lembrado como um grande herói por muitos franceses e como um grande vilão pelos britânicos e outros inimigos.
Napoleão, apesar de sua juventude, foi o general mais bem-sucedido da França nas guerras revolucionárias, tendo conquistado grandes partes da Itália e forçado os austríacos a pedir a paz. No Golpe de 18 de Brumário (9 de novembro de 1799), ele derrubou o fraco governo, substituindo-o pelo Consulado, que ele dominava. Ele ganhou popularidade na França restaurando a Igreja, mantendo os impostos baixos, centralizando o poder em Paris e conquistando glória no campo de batalha. Em 1804, ele se coroou Imperador . Em 1805, Napoleão planejou invadir a Grã-Bretanha, mas uma aliança britânica renovada com a Rússia e a Áustria (Terceira Coalizão), o forçou a voltar sua atenção para o continente, enquanto ao mesmo tempo a frota francesa foi demolida pelos britânicos na Batalha de Trafalgar, encerrando qualquer plano de invadir a Grã-Bretanha. Em 2 de dezembro de 1805, Napoleão derrotou um exército austro-russo numericamente superior em Austerlitz, forçando a Áustria a se retirar da coalizão (ver Tratado de Pressburg) e dissolvendo o Sacro Império Romano-Germânico. Em 1806, uma Quarta Coalizão foi formada. Em 14 de outubro, Napoleão derrotou os prussianos na Batalha de Jena-Auerstedt, marchou pela Alemanha e derrotou os russos em 14 de junho de 1807 em Friedland. Os Tratados de Tilsit dividiram a Europa entre a França e a Rússia e criaram o Ducado de Varsóvia.

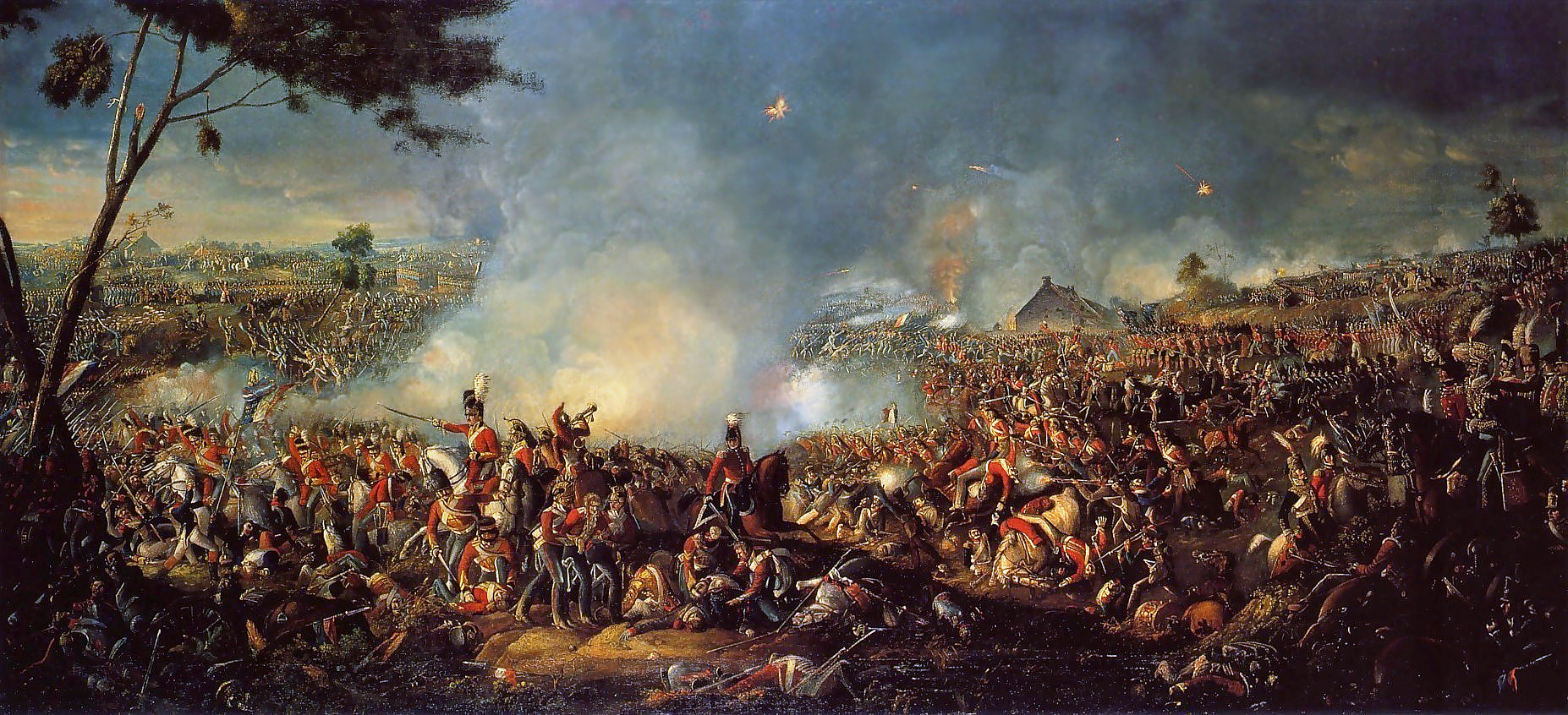
Pintura da Batalha de Waterloo, onde Napoleão foi finalmente derrotado em 1815

Em 12 de junho de 1812, Napoleão invadiu a Rússia com um Grande Armée de quase 700.000 soldados. Após as vitórias medidas em Smolensk e Borodino, Napoleão ocupou Moscou, apenas para encontrá-la queimada pelo exército russo em retirada. Ele foi forçado a se retirar. Na marcha de volta, seu exército foi assediado pelos cossacos e sofreu doenças e fome. Apenas 20.000 de seus homens sobreviveram à campanha. Em 1813, a maré começou a virar de Napoleão. Tendo sido derrotado por um exército de sete nações na Batalha de Leipzig em outubro de 1813, ele foi forçado a abdicar após a Campanha dos Seis Dias e a ocupação de Paris. Sob o Tratado de Fontainebleau, ele foi exilado para a ilha de Elba. Ele retornou à França em 1 de março de 1815 (ver Cem Dias), levantou um exército, mas foi finalmente derrotado por uma força britânica e prussiana na Batalha de Waterloo em 18 de junho de 1815 e os Bourbons retornaram ao poder.

#### Impacto da Revolução Francesa
Roberts conclui que as guerras revolucionárias e napoleônicas, de 1793 a 1815, causaram 4 milhões de mortes (das quais 1 milhões eram civis); 1,4 milhões foram mortes francesas.
Fora da França, a Revolução teve um grande impacto. Suas ideias se espalharam. Andrew Roberts argumenta que Napoleão foi responsável por ideias-chave do mundo moderno, de modo que "meritocracia, igualdade perante a lei, direitos de propriedade, tolerância religiosa, educação secular moderna, finanças sólidas e assim por diante foram protegidos, consolidados, codificados e geograficamente expandidos por Napoleão durante seus 16 anos de poder".
Além disso, os exércitos franceses nas décadas de 1790 e 1800 derrubaram diretamente os vestígios feudais em grande parte da Europa Ocidental. Eles liberalizaram as leis de propriedade, acabaram com os direitos senhoriais, aboliram a guilda de comerciantes e artesãos para facilitar o empreendedorismo, legalizaram o divórcio, fecharam os guetos judeus e tornaram os judeus iguais a todos os outros. A Inquisição terminou, assim como o Sacro Império Romano. O poder dos tribunais eclesiásticos e da autoridade religiosa foi drasticamente reduzido e a igualdade perante a lei foi proclamada para todos os homens.
Em relações exteriores, o Exército Francês até 1812 foi bastante bem sucedido. Roberts diz que Napoleão lutou 60 batalhas, perdendo apenas sete. A França conquistou a Bélgica e a transformou em outra província da França. Conquistou os Países Baixos e fez deles um estado fantoche. Assumiu o controle das áreas alemãs na margem esquerda do Rio Reno e estabeleceu um regime fantoche. Conquistou a Suíça e a maior parte da Itália, estabelecendo uma série de estados fantoches. O resultado foi a glória para a França e uma infusão de dinheiro muito necessário das terras conquistadas, que também forneceu apoio direto ao Exército Francês. No entanto, os inimigos da França, liderados pela Grã-Bretanha e financiados pelo inesgotável Tesouro Britânico, formaram uma Segunda Coalizão em 1799 (com a Grã-Bretanha acompanhada pela Rússia, o Império Otomano e a Áustria). Ela obteve uma série de vitórias que reverteram os sucessos franceses e prenderam o Exército Francês no Egito. O próprio Napoleão escapou do bloqueio britânico em outubro de 1799, retornando a Paris, onde derrubou o governo e se tornou o governante.
Napoleão conquistou a maior parte da Itália em nome da Revolução Francesa em 1797-1799. Ele consolidou antigas unidades e dividiu as propriedades da Áustria. Ele estabeleceu uma série de novas repúblicas, completas com novos códigos de leis e abolição de antigos privilégios feudais. A República Cisalpina de Napoleão estava centrada em Milão; a República Romana foi formada, bem como a pequena República da Ligúria em torno de Gênova. A República Partenopeia foi formada em torno de Nápoles, mas durou apenas cinco meses. Mais tarde, ele formou o Reino da Itália enquanto seu irmão, José, governava o Reino de Nápoles. Além disso, a França transformou os Países Baixos na República Batava e a Suíça na República Helvética. Todos esses novos países eram satélites da França e tiveram que pagar grandes subsídios a Paris, bem como fornecer apoio militar para as guerras de Napoleão. Seus sistemas políticos e administrativos foram modernizados, o sistema métrico introduzido e as barreiras comerciais reduzidas. Os guetos judeus foram abolidos. A Bélgica e o Piemonte tornaram-se partes integrantes da França.
A maioria das novas nações foi abolida e devolvida aos proprietários anteriores à guerra em 1814. No entanto, Artz enfatiza os benefícios que os italianos obtiveram com a Revolução Francesa:
| “ | Durante quase duas décadas, os italianos tiveram excelentes códigos de leis, um sistema justo de tributação, uma situação econômica melhor e mais tolerância religiosa e intelectual do que conheceram durante séculos... Em todos os lugares, as velhas barreiras físicas, econômicas e intelectuais foram derrubadas e os italianos começaram a tomar consciência de uma nacionalidade comum. | ” |

Da mesma forma, na Suíça, o impacto a longo prazo da Revolução Francesa foi avaliado por Martin:
| “ | Proclamou a igualdade dos cidadãos perante a lei, a igualdade de línguas, a liberdade de pensamento e de fé; criou a cidadania suíça, base da nossa nacionalidade moderna, e a separação de poderes, da qual o antigo regime não tinha noção; suprimiu tarifas internas e outras restrições econômicas; unificou pesos e medidas, reformou as leis civis e penais, autorizou casamentos mistos (entre católicos e protestantes), suprimiu a tortura e melhorou a justiça; desenvolveu a educação e as obras públicas. | ” |

O maior impacto, é claro, ocorreu na própria França. Além de efeitos semelhantes aos da Itália e da Suíça, a França viu a introdução do princípio da igualdade jurídica e o rebaixamento da outrora poderosa e rica Igreja Católica a apenas um órgão controlado pelo governo. O poder centralizou-se em Paris, com sua forte burocracia e um exército abastecido pelo recrutamento de todos os jovens. A política francesa estava permanentemente polarizada — novos nomes foram dados: "esquerda" e "direita" para os apoiadores e oponentes dos princípios da Revolução.
O historiador britânico Max Hastings afirma que não há dúvida de que, como gênio militar, Napoleão se equipara a Alexandre, o Grande, e Júlio César em grandeza. No entanto, no âmbito político, os historiadores debatem se Napoleão foi "um déspota esclarecido que lançou as bases da Europa moderna ou, em vez disso, um megalomaníaco que causou maior miséria do que qualquer homem antes da chegada de Hitler".

### Impacto do Ocidente

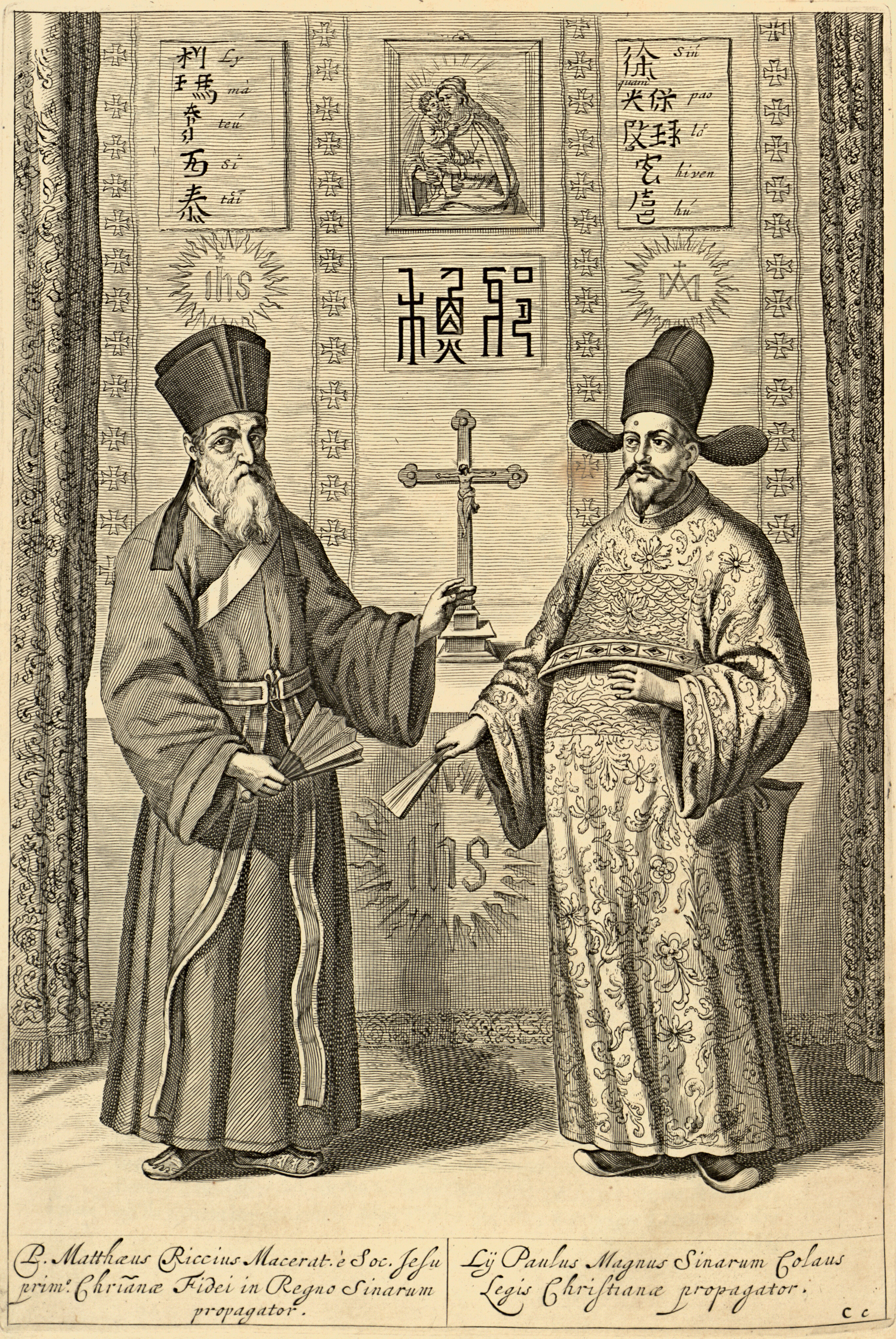
Matteo Ricci (à esquerda) e Xu Guangqi (à direita) na edição chinesa dos Elementos de Euclides publicada em 1607

## China

### Dez Grandes Campanhas
A Dinastia Qing em Pequim usou força militar, diplomacia e dependência de líderes locais para estender seu domínio às regiões ocidentais onde os chineses han não haviam se estabelecido, mas onde a expansão russa era uma ameaça. Lançou Dez Grandes Campanhas em meados do final do século XVIII. Três foram lançadas para ampliar a área de controle Qing na Ásia Central: duas contra os Zungares (1755-1757) e uma para a pacificação de Xinjiang (1758-1759). As outras sete campanhas eram mais na natureza de ações policiais em fronteiras já estabelecidas: duas guerras para suprimir rebeldes em Sichuan, outra para suprimir rebeldes em Taiwan (1787-1788) e quatro expedições ao exterior contra os birmaneses (1765-1769), os vietnamitas (1788-1789) e duas contra os gurkhas no Nepal. A mais importante e bem-sucedida viu a destruição final do povo Zungar na Pacificação da Zungária em 1755. As duas campanhas garantiram as fronteiras norte e oeste de Xinjiang. Também levaram à pacificação da metade sul islamizada e de língua turca de Xinjiang imediatamente depois. As Dez Grandes Campanhas demonstraram a vitalidade da China em suas franjas ocidentais e na Mongólia, Tibete e Turquestão. A principal ameaça era que a Rússia assumisse o controle, mas em vez disso eles estavam sobre os Aliados e ficaram longe. Tratados com a Rússia em Nerchinsk (1689) e Kyakhta (1727) demonstraram que a diplomacia poderia efetivamente estabelecer fronteiras estáveis. Os tratados permitiram uma missão religiosa ortodoxa russa em Pequim e um pequeno comércio de caravanas russas. Depois de 1724, em Qinghai (Tibete Oriental), a China dividiu grupos étnicos uns contra os outros e confiou em líderes locais como um contrapeso ao líder religioso tibetano, o Dalai Lama, e os mongóis. No Turquestão, depararam-se com uma população muçulmana crescente e em expansão. A solução foi nomear chefes muçulmanos locais como governadores e permitir que a lei islâmica prevalecesse. Os chineses cobravam impostos sobre o comércio e tentavam manter a ordem. A expansão para oeste foi a última grande expansão da China.

## Subcontinente indiano

### Império Mogol

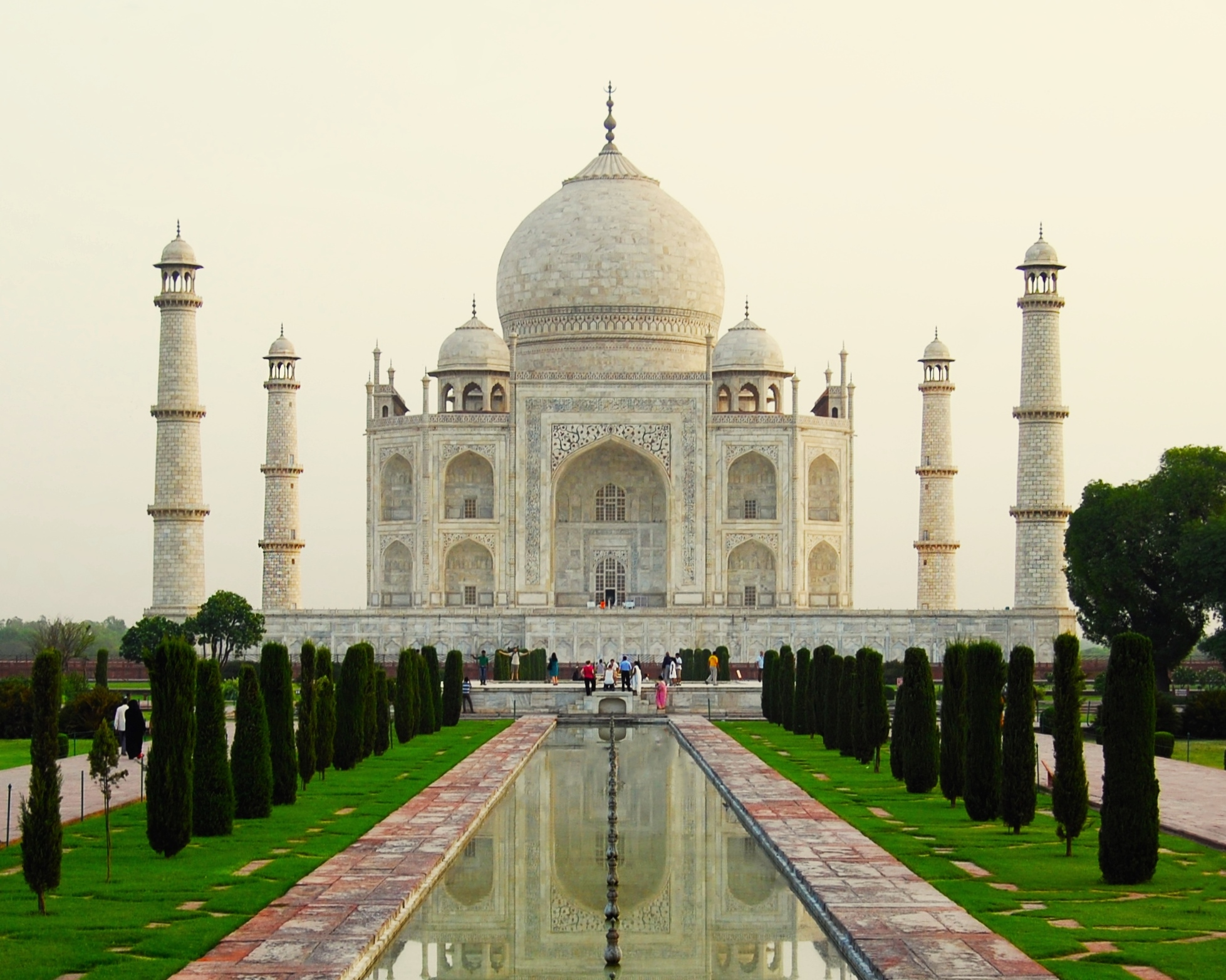
O Taj Mahal perto de Delhi

O Império Mogol (1526–1720) foi fundado por Babur, (1483–1530) um muçulmano sunita radicado no Afeganistão. Ele usou armas avançadas, artilharia – e especialmente cavalaria móvel, ele capturou Delhi em 1526 com apenas 12.000 soldados contra uma força inimiga de mais de 100.000. Ele continuou suas conquistas em grande parte do centro-norte da Índia. Seu vigor e personalidade carismática lhe renderam fortes lealdades. Aquebar (governou de 1556 a 1605) o seguiu. Ele foi um líder carismático e brilhante que organizou um exército de grande sucesso e criou um sistema financeiro para pagar por suas extravagâncias. O Império Mughal manteve relações diplomáticas com numerosas potências locais e internacionais, incluindo os uzbeques, a dinastia safávida na Pérsia, o Império Otomano, a Companhia Francesa das Índias Orientais e especialmente a Companhia Inglesa das Índias Orientais. Tolerou o estabelecimento de fortes comerciais ao longo da costa pelos europeus porque eles trouxeram comércio e porque os europeus tinham um poder naval muito superior.
O jovem império apresentava graves fragilidades. Gastos extravagantes drenavam o tesouro e forçavam um aumento extremamente impopular de impostos. A realização artística permanece altamente impressionante no século XXI: com destaque para o santuário Taj Mahal, construído entre 1632 e 1653 por dezenas de milhares de artesãos altamente qualificados ao longo de duas décadas, utilizando os materiais mais caros, incluindo joias nas paredes.
O regime dominante não valorizava a coesão ou a lealdade à linhagem. Em vez disso, o fratricídio era o padrão na política: era filho contra pai, irmão contra irmão. Para assumir o trono, os herdeiros assassinavam seus irmãos e executavam toda a sua comitiva. Rumores feios de traição eram fáceis de acreditar, as conspirações se multiplicavam, as lealdades vacilavam e a competência se tornava menos importante. Por volta de 1700, os europeus começaram a assumir o controle das rotas comerciais regionais e a tomar partido em facções políticas internas. Mesmo em seu auge, sob Akbar, o Império Mughal não era um estado centralizado, mas uma coleção frouxamente unida de principados heterogêneos. Akbar era um comandante militar altamente eficiente e, em vez de pagar seus salários militares, concedeu aos comandantes vitoriosos o direito ("zamindars") de coletar impostos localmente. Eles, portanto, tornaram-se poderosos localmente e não dependiam da autoridade central. Uma pessoa que se convertesse do hinduísmo ao islamismo tinha oportunidades políticas e econômicas muito melhores. Akbar era altamente tolerante com os hindus e reduziu os impostos. Auranguezebe (governou de 1658 a 1707) era profundamente asceta e interrompeu os gastos em palácios e santuários magníficos. Ele tentou coibir inúmeras formas de corrupção e se tornou especialmente impopular quando tentou proibir jogos de azar, bebidas e prostituição. Ele encerrou a política de tolerância religiosa e foi visto como hostil pelos hindus. Eles não tinham mais permissão para construir templos, e o imposto Jizia foi reimposto aos não muçulmanos. As conversões forçadas ao islamismo foram retomadas e os não muçulmanos foram expulsos de altos cargos. Os hindus começaram a se revoltar. Mais importante, ele passou décadas em uma campanha militar fútil para capturar a grande região de Deccan ao sul do já grande império que Akbar havia construído. Era muito caro em dinheiro e vidas. Tornou-se cada vez mais difícil obter o dinheiro dos impostos devidos por zamindars poderosos, cada vez mais alienados, cujos ancestrais haviam recebido o papel de arrecadar impostos de Babur ou Akbar gerações atrás. Eles não tinham mais laços estreitos com o trono. O resultado de um governo central fraco foi que os zamindars locais, proprietários de terras, líderes tribais, agiotas e comerciantes tornaram-se cada vez mais independentes do governo central e, em vez disso, transferiram sua lealdade para a Companhia das Índias Orientais, que lhes pagava subsídios em dinheiro. Tudo isso enfraqueceu enormemente o exército Mogol e fortaleceu a casta opositora Maratha de hindus, que se vangloriavam de suas habilidades militaristas e assumiram o controle de grandes setores por volta de 1720. O infeliz imperador Mogol tornou-se uma figura de proa impotente; seu império foi abolido em 1857.

### Companhia Britânica das Índias Orientais
A Companhia das Índias Orientais era uma empresa comercial britânica privada que exportava produtos britânicos para a Índia e áreas adjacentes e importava produtos indianos como chá, especiarias, têxteis e (para o mercado chinês) ópio. Começou com várias pequenas instalações portuárias, chamadas fábricas, e expandiu-se para controlar a maior parte do subcontinente indiano na década de 1850. Utilizou principalmente diplomacia e incentivos financeiros, com uso ocasional de força militar. Em 1803, no auge de seu domínio na Índia, tinha um grande exército privado. A companhia eventualmente passou a governar grandes áreas da Índia com seus exércitos privados, exercendo poder militar e assumindo funções administrativas. Os oficiais eram britânicos; os soldados eram "sipaios" (indianos). Partes dos sipaios se revoltaram em 1857 — após grande perda de vidas, os britânicos prevaleceram. O governo britânico aboliu a Companhia das Índias Orientais e estabeleceu o Raj Britânico, que governou a maior parte da Índia diretamente, e o restante indiretamente por meio de estados principescos semiautônomos.

#### Mapas
- Haywood, John. Atlas of world history (1997) online free
- Rand McNally Atlas of World History (1983), Published in Britain as the Hamlyn Historical Atlas online free

#### Papel dos diplomatas
- Adams, Robyn, and Rosanna Cox, eds. Diplomacy and early modern culture (Springer, 2010). online
- Anderson, M. S. The Rise of Modern Diplomacy 1450–1919 (Longman, 1993).
- Black, Jeremy.  British Diplomats and Diplomacy, 1688–1800 (Liverpool University Press, 2001).
- Davis Cross, Mai’a K. The European Diplomatic Corps: Diplomats and International Cooperation from Westphalia to Maastricht (Palgrave Macmillan, 2007).
- Dover, Paul and Hamish Scott. "The Growth of Diplomacy, c. 1450–1815", in Hamish Scott (ed), The Oxford Handbook of Early Modern European History, 1350–1750, Volume II: Cultures and Power (Oxford University Press, 2015), pp. 663–95.  doi.org/10.1093/oxfordhb/9780199597260.013.25
- Frey, Linda S. and Marsha L. Frey. The History of Diplomatic Immunity (Ohio State University Press, 1999).
- Horn, David Bayne. The British Diplomatic Service 1689–1789 (Oxford University Press, 1961).
- Lindström, Peter, and Svante Norrhem. "Diplomats and kin networks: diplomatic strategy and gender in Sweden, 1648–1740." in Gender and Political Culture in Early Modern Europe, 1400–1800 (Routledge, 2016) pp. 68–86.
- Nathan, James A. Soldiers, statecraft, and history: coercive diplomacy and international order (Bloomsbury, 2002).
- Pal, Maïa. "Early modern extraterritoriality, diplomacy, and the transition to capitalism." in The Extraterritoriality of Law: History, Theory, Politics (Routledge, 2019). online
- Roosen, William James. The Age of Louis XIV: The Rise of Modern Diplomacy (Schenkman, 1976).
- Scott, Hamish. ‘Diplomacy" in The Oxford Handbook of the Ancien Régime (2012) pp 39–58. doi.org/10.1093/oxfordhb/9780199291205.013.0003
- Scott, Hamish. ‘Diplomatic Culture in Old Regime Europe’, in: Hamish Scott and Brendan Simms (eds), Cultures of Power in Europe during the Long Eighteenth Century (Cambridge University Press, 2007), pp. 58–85.
- Sowerby, Tracey A., and Jan Hennings, eds. Practices of diplomacy in the early modern world c. 1410–1800 (Taylor & Francis, 2017).
- Sowerby, Tracey A. "Early modern diplomatic history." History Compass 14.9 (2016): 441–456. online

#### Europa, América do Norte
- Anderson, M.  S.  Europe in the Eighteenth Century: 1713–1783 (1961) online
- Beloff, Max. The Age of Absolutism 1660–1815 (1962), 215pp online
- Bemis, Samuel Flagg. A short history of American foreign policy and diplomacy (1959) online free
- Black, Jeremy. Eighteenth Century Europe 1700–1789 (1990)
- Black, Jeremy.  European International Relations, 1648–1815 (2002) excerpt and text search
- Blanning, Tim. The Pursuit of Glory: Europe 1648–1815 (2007).
- Bruun, Geoffrey. Europe and the French Imperium, 1799–1814  (1938) online, political and diplomatic context
- Cameron, Euan. Early Modern Europe: An Oxford History (2001)
- Dorn, Walter L. Competition for Empire, 1740–1763 (1940). wide-ranging  scholarly survey online
- Doyle, William. The Old European Order, 1660–1800 (2nd ed. 1992), esp pp 265–340. online
- Falkner, James. The War of the Spanish Succession 1701–1714 (2015) excerpt
- Gershoy, Leo.  From Despotism to Revolution, 1763–1789 (1944) online
- Hill, David Jayne. A history of diplomacy in the international development of Europe (3 vol. 1914) online v 3, 1648–1775.
- Lodge, Richard. "The Continental Policy of Great Britain, 1740–60." History 16.64 (1932): 298–304. online
- Mckay, Derek , and H.M. Scott (1983). The Rise of the Great Powers 1648 - 1815. [S.l.]: Pearson. ISBN 9781317872849 also online free to borrow
- Merriman, John. A History of Modern Europe: From the Renaissance to the Present (3rd ed. 2009, 2 vol), 1412 pp; university textbook
- Mowat, R. B. A History of European Diplomacy, 1451–1789 (1928) online
- Mowat, R. B. A History of European Diplomacy 1815–1914 (1922), basic introduction online also online
- Nussbaum, Frederick L. The Triumph of Science and Reason, 1660–1685 (1953), despite the narrow title, a general survey of European history online free to borrow
- Ogg, David. Europe in the Seventeenth Century (1954). online
- Ogg, David. Europe of the Ancien Regime 1715–1783 (1965) online
- Pennington, Donald. Europe in the Seventeenth Century (2nd ed. 1989).  online
- Petrie, Charles. Earlier Diplomatic History, 1492–1713 (1949) online;
- Petrie, Charles. Diplomatic History, 1713–1933 (1946).
- Roberts, Penfield. Quest for Security, 1715–40 (1963). wide-ranging scholarly survey online
- Roosen, William J. The Age of Louis XIV: The Rise of Modern Diplomacy (1976) online.
- Ross, Steven T. European Diplomatic History, 1789–1815: France Against Europe (1969)
- Rothenberg, Gunther E. (1988). «The Origins, Causes, and Extension of the Wars of the French Revolution and Napoleon». Journal of Interdisciplinary History. 18 (4): 771–793. JSTOR 204824. doi:10.2307/204824
- Saul, Norman E. Historical Dictionary of Russian and Soviet Foreign Policy (2014).
- Savelle, Max. Empires to Nations: Expansion in America 1713–1824 (1974); 335pp.
- Savelle, Max. The origins of American diplomacy: the international history of Angloamerica, 1492–1763 (1967).
- Schroeder, Paul W. The Transformation of European Politics 1763–1848 (1994) 920pp; advanced analysis of diplomacy
- Scott, Hamish. The Birth of a Great Power System, 1740–1815 (2nd  ed. 2005)
- Scott, Hamish, ed. The Oxford Handbook of Early Modern European History, 1350–1750: Volume II: Cultures and Power (2015). pp 561–696.
- Stoye, John. Europe Unfolding, 1648–1688 (2nd ed. 2000).
- Treasure, Geoffrey. The Making of Modern Europe, 1648–1780 (3rd ed. 2003).
- Wiesner, Merry E. Early Modern Europe, 1450–1789 (Cambridge History of Europe) (2006)
- Wolf, John B. The Emergence of the Great Powers, 1685–1715 (1951), . wide-ranging scholarly survey online

#### Ásia, Oriente Médio, África
- Abernethy, David P. The Dynamics of Global Dominance: European Overseas Empires, 1425–1980 (Yale UP, 2000), political science approach. online review
- Ágoston, Gábor. "Military transformation in the Ottoman Empire and Russia, 1500–1800." Kritika: Explorations in Russian and Eurasian History 12.2 (2011): 281–319. online
- Akagi, Roy Hidemichi. Japan's Foreign Relations 1542–1936: A Short History (1936) online 560pp
- Arı, Bülent. "Early Ottoman diplomacy: Ad hoc period." in Ottoman Diplomacy: Conventional or Unconventional? (Palgrave Macmillan UK, 2004) pp. 36–65.
- Avery, Peter et al. eds. The Cambridge History of Iran, Volume 7 (1991) 1096pp; pp 296–425 cover relations with the Ottoman Empire, Russia, European traders, Britain and India excerpt
- Catchpole, Brian. A Map History of Modern China (1976) uses map-like diagrams to explain events
- Cleveland, William L. and Martin Bunton. A History of the Modern Middle East (6th ed. 2016).
- Curtin, Philip et al. African History: From Earliest Times to Independence (2nd ed. 1991) online
- Embree, Ainslie T. ed. Encyclopedia of Asian History (4 vol. 1988).
- Fairbank, John King. China: A New History (1992). online
- Finkel, Caroline. Osman's Dream: The History of the Ottoman Empire (2007).
- Freeman-Grenville, G. S. P. The New Atlas of African History (1991).
- Gray, Richard, ed. The Cambridge History of Africa: Volume 4. From c.1600 to c.1790 (1975)
- Hall, John Whitney, ed. The Cambridge History of Japan: Volume 4. Early Modern Japan (1991) covers 1550 to 1800
- Harlow, Vincent T. The Founding of the Second British Empire 1763–1793. Volume 1: Discovery and Revolution (1952); The Founding of the Second British Empire 1763–1793. Volume 2: New Continents and Changing Values (1964) review
- Hsü, Immanuel Chung-yueh. The Rise of Modern China, 6th ed. (Oxford University Press, 1999), highly detailed coverage of 1644–1999, in 1136pp.
- Li, Xiaobing, ed. China at War: An Encyclopedia (2012) excerpt
- Markovits, Claude, ed. A History of Modern India, 1480–1950 (2004), by seven leading French scholars
- Peers, Douglas M. India under Colonial Rule: 1700–1885 (2006).
- Perkins, Dorothy. Encyclopedia of China: The Essential Reference to China, Its History and Culture. Facts on File, 1999. 662 pp.
- Peterson, Willard J., ed. The Cambridge History of China. Vol. 9, Part 1: The Ch'ing Dynasty to 1800 (2002). 753 pp.
- Poddar, Prem, and Lars Jensen, eds., A historical companion to postcolonial literatures: Continental Europe and Its Empires (Edinburgh UP, 2008), excerpt also entire text online
- Quataert, Donald. The Ottoman Empire, 1700–1922 (2000).
- Richards, John F. The Mughal Empire (1995). excerpt
- Schmidt, Karl J.  An Atlas and Survey of South Asian History (1995) excerpt
- Spence, Jonathan D. The Search for Modern China (1999), 876pp; survey from 1644 to 1990s online
- Wolpert, Stanley A. A New History of India (8th ed. 2008).

#### História militar
- Dupuy, Trevor N. and Dupuy, R. Ernest. The Encyclopedia of Military History (2nd ed. 1970); new edition The Harper Encyclopedia of Military History: From 3500 BC to the Present (1993).
- Esdaile, Charles. Napoleon's Wars: An International History, 1803–1815 (2008); 645 pp. excerpt
- Hall, Richard C. ed. War in the Balkans: An Encyclopedic History from the Fall of the Ottoman Empire to the Breakup of Yugoslavia (2014)
- Knight, Roger. Britain Against Napoleon: The Organization of Victory; 1793–1815 (2013); 710pp
- Nolan, Cathal. Wars of the Age of Louis XIV, 1650–1715: An Encyclopedia of Global Warfare and Civilization (2008) excerpt
- Showalter, Dennis, ed. Encyclopedia of Warfare (2013) excerpt, emphasis on battles